# 2021년 미국 국회의사당 습격
2021년 미국 국회의사당 습격(영어: 2021 storming of the United States Capitol) 또는 1·6 폭동은 제46대 미국 대통령 선거 결과를 인증하기 위한 117차 미국 의회(117th United States Congress)에 대해, 도널드 트럼프 미국 대통령 지지자들이 결과 인증을 저지하고 패배를 번복하기 위해 2021년 1월 6일 국회의사당에 난입하여 폭동 및 폭력 행위를 일으킨 시위이다.
트럼프가 주관한 집회에 참석한 뒤 수천 명의 지지자들이 펜실베이니아 애비뉴를 행진한 뒤 많은 사람들이 양원 합동회의에서 선거인단 개표를 방해하고 조 바이든 대통령 당선인의 대선 승리 공식화를 막기 위해 국회의사당을 습격했다. 경찰 경계선을 뚫은 후 시위대는 몇 시간 동안 건물의 일부를 점령 및 파괴하고 약탈하였다. 이 공격으로 국회의사당에는 대피령이 내려지고 건물이 폐쇄되었으며, 5명의 사망자가 발생하였다.
트럼프 대통령이 불러들인 지지자들은 1월 5일과 6일 워싱턴 D.C.에 모여 2020년 선거가 자신에게서 '도난당했다'는 주장을 지지하고 마이크 펜스 부통령과 의회가 바이든의 승리를 거부할 것을 요구했다. 1월 6일 백악관 남쪽에 있는 일립스 공원에서 열린 '미국을 구하라' 집회에서 트럼프, 도널드 트럼프 주니어, 루디 줄리아니를 포함한 여러 의원들이 트럼프 지지자들을 선동했다. 트럼프는 지지자들이 국회의사당으로 행진하는 것을 조장하기 위해 "나라를 되찾기 위해 지옥같이 싸우라"고 말했다. 줄리아니는 "전투에 의한 재판"을 요구했고, 트럼프 주니어는 폭동으로 이어지는 몇 주 동안 "총력전"을 요구하면서 대통령 반대자들을 위협했다. 국회의사당으로 행진한 뒤 압도적으로 적은 수의 경찰 병력을 뚫자 시위대 다수는 난폭해졌다. 이들은 의회경찰대와 기자들에게 위협을 가하였고, 국회의사당 앞에 교수대를 세우고, "마이크 펜스를 교수형에 처하라"라고 외쳤으며, 낸시 펠로시 하원의장과 트럼프의 선거 패배를 불법으로 번복할 의향을 보이지 않은 펜스 부통령 등 의원들을 인질로 붙잡아 해를 끼치기 위해 찾으려고 하였다.
시위대가 문과 창문을 부수고 국회의사당에 들어서자 의회경찰대는 상원과 하원 회의장을 대피시켰다. 국회의사당 단지에 있는 몇몇 건물에도 대피 조치가 내려졌고 모두 폐쇄되었다. 시위대는 빈 상원 회의장을 점거하기 위해 내부 보안을 돌파했고 의회경찰대는 대피시킨 하원 원내를 방어하기 위해 권총을 뽑았다. 펠로시를 포함한 많은 의원 사무실이 약탈당하고 파괴되었다. 이 당시 국회의사당 구내에서 급조폭발물이 발견되었고, 민주당 전국위원회와 공화당 전국위원회와 인근 차량에서도 폭발물이 발견되었다. 의회경찰관 등 5명이 이 사건으로 숨졌고 수십 명이 다쳤다.
트럼프는 당초 컬럼비아 특별구 국가 경비대를 보내 시위대를 진압하는 데 저항했다. 그는 트위터 동영상에서 시위대를 '위대한 애국자'라고 부르며 부정선거 주장을 반복하면서 '평화롭게 집으로 돌아가라'고 하였다. 트럼프는 자신의 행정부, 탄핵 위협과 줄사퇴에 압박을 받아 동영상 성명을 통해 질서정연한 권력 이양을 약속하였다. 시위대는 그날 저녁 늦게 의사당에서 해산되었고, 선거인단 집계가 재개되어 다음 날 이른 아침에 완료되었다. 펜스 부통령은 바이든과 해리스를 각각 대통령과 부통령 당선자로 선언하고 1월 20일 취임할 것이라고 확정하였다. 이후 트럼프 대통령은 백악관 참모들에게 자신의 '질서 있는 과도기' 발언을 후회하며 사임하지 않겠다고 말한 것으로 알려졌다.
이 사건은 미국 내외의 정치 지도자와 단체들의 비난을 널리 사고 있다. 미치 매코널 공화당 상원 원내대표는 국회의사당 습격은 '실패한 반란'이라며 트럼프의 부정선거 주장이 거짓임을 재차 확인했다. 펠로시와 척 슈머 민주당 상원 원내대표는 트럼프를 수정헌법 25조나 탄핵으로 해임할 것을 요구했다. 1월 12일, 미국 하원은 트럼프 대통령 직무박탈을 촉구하는 결의안을 통과시켰다. 페이스북은 트럼프의 계정을 차단하고 사건에 관련된 게시물을 삭제했다. 트위터는 트럼프 계정을 처음에 12시간 동안 차단한 뒤 이후 영구 차단하였다.
국회의사당 습격은 반역, 반란, 소요, 국내 테러로 간주되고 있으며, 트럼프를 지지하는 극우세력들이 일으킨 친위 쿠데타 또는 쿠데타 시도였다. 여론조사에 따르면 대다수의 미국인들이 국회의사당 습격과 트럼프의 행동에 대해 반대하였지만, 일부 공화당원들은 공격을 지지하거나 이 사건에 대해 트럼프를 탓하지 않았다. 연방수사국은 이 사건과 관련해 170건이 넘는 수사를 진행하고 있으며, 앞으로 시간이 지나면서 더 많은 수사가 이루어질 전망이다. 폭동이 일어난 지 일주일 만에 하원은 트럼프를 '반란 선동'으로 탄핵하는 법안을 통과해 미국에서 유일하게 두 차례 탄핵된 대통령이 되었다.

## 배경

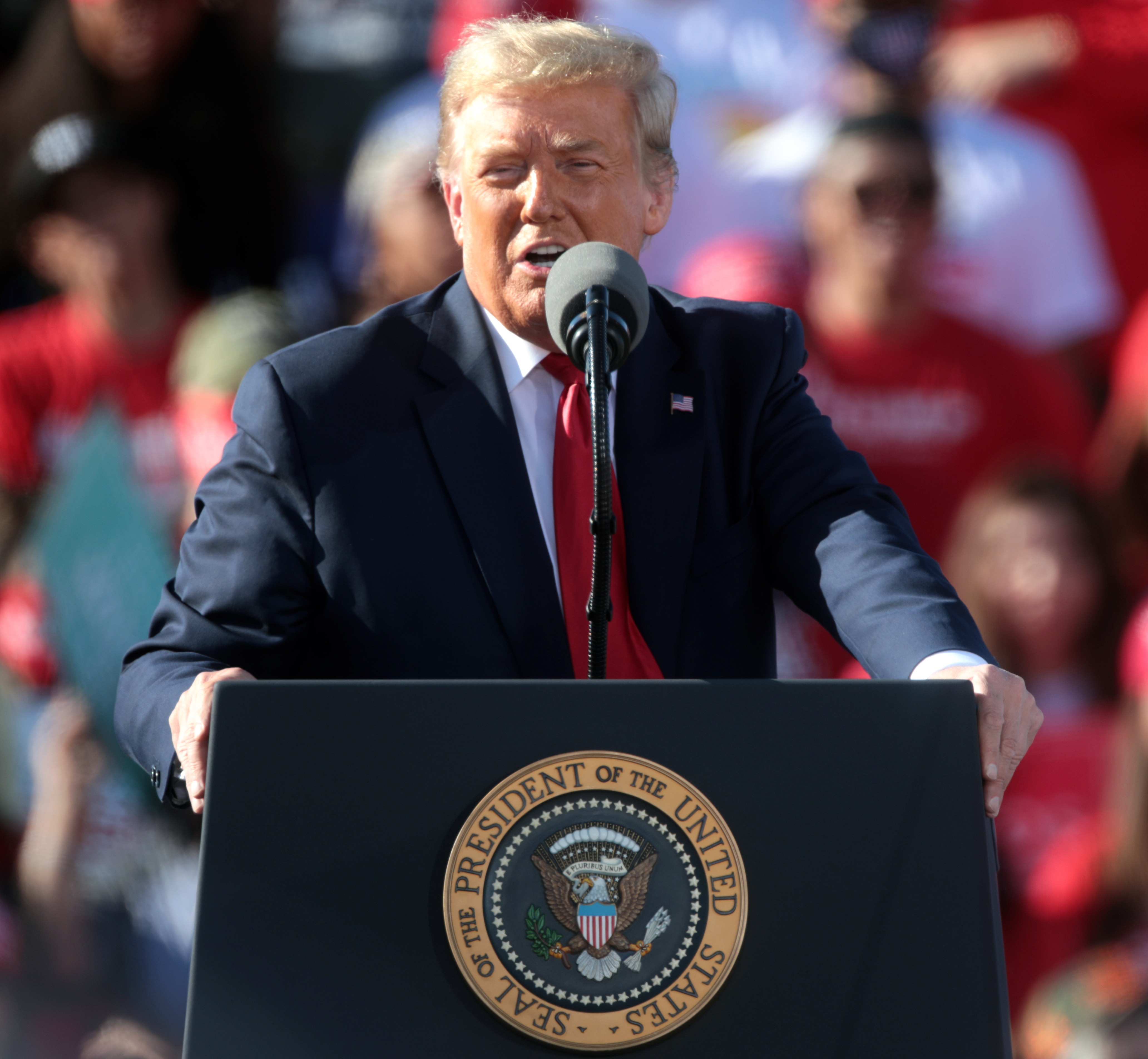
2020년에 선거 유세 중인 도널드 트럼프 대통령

19세기와 20세기 국회의사당에 대한 공격이나 폭격이 있었지만, 2021년 폭동은 1812년 전쟁 중 영국군에 의해 워싱턴이 1814년에 불에 탄 이후 처음으로 국회의사당이 침범되거나 점령된 사건이다. AP통신은 2021년 폭동을 부채질한 극단주의의 원인으로 코로나19 대유행과 그에 따른 사회적 거리 두기 방역 대책으로 돌렸다. 폐쇄 명령에 따른 개개인들의 광범위한 좌절과 반항 행위는 백인 우월주의자들과 미국 민병대 운동과 같은 극우 단체들로 사람을 더 끌어모았고, 또한 소셜 미디어를 통해 이들은 더욱 과격해졌다고 지적하였다.
2020년 11월 3일, 민주당 조 바이든 후보가 현직 공화당 대통령 도널드 트럼프에 맞서 2020년 미국 대통령 선거에서 차기 대통령으로 당선되었다. 개표 전후로 트럼프와 다른 공화당원들은 광범위한 부정선거를 주장하며 선거 결과를 뒤집으려 했다. 이 주장은 2016년 트럼프가 승리한 뒤 바이든으로 넘어간 미시간, 위스콘신, 펜실베이니아, 조지아, 애리조나 등 5개 경합주에 집중되었다.
트럼프가 결과를 뒤집기 위해 취한 조치에는 5개 주의 선거 결과 인증 무효화와 바이든에 대한 투표를 무효화하는 소송 (증거 부족으로 대법원에서 기각된 2건의 사건을 포함)이 최소 60건 이상 제기되었다. 이에 따라 공화당 주 의원들을 향해 선거를 무효화하고, 바이든 표를 트럼프 표로 바꾸거나 증거를 조작하거나 (선거 조작으로 주가 제정한 선거법을 위반할 수 있음), 국회의원들에게 선거 부정행위를 조사하거나 우편투표의 서명을 재조사하라고 요구하는 (투표 개표 중에 이미 행해진 노력과는 무관하다) 등 각종 압박이 가해졌다. 트럼프는 또한 계엄령을 발동해 바이든이 이긴 경합주의 선거 결과를 뒤집는 방안을 검토하였으나 실제로 실행에 옮기지는 않았으며 (이는 미군의 선거 결과 개입을 금하는 연방 법을 위반할 수 있고 유권자들의 투표권을 위헌적으로 제약한 것으로 간주될 것), 부정투표를 위해 특별검사를 임명하는 방안 (연방과 주 공무원들이 이런 사건이 고립된 별도의 사건이거나 아예 존재하지 않을 수 있다고 결론을 내렸음에도 불구하고) 등을 거론하였다.
의회는 선거인단 수를 세고 대선 승자를 공식 인증하기 위해 2021년 1월 6일에 개원할 예정이였다. 트럼프는 마이크 펜스 부통령이 부통령 겸 상원의장으로서 펜스 부통령의 헌법상 권한에 속하지 않는 행위인 바이든의 승리를 거부해야 한다고 제안하며 6일 오전 이같은 주장을 반복하였다. 같은 날 오후, 펜스는 의회에 바이든의 승리에 의문을 제기하지 않겠다고 밝혔다.

### 습격 계획
트럼프는 1월 6일 개표에 앞서 여러 주 선거 결과의 정당성에 의문을 제기하고 이를 뒤집기 위한 집회 계획을 발표했다. 트럼프는 18일 "1월 6일 워싱턴에 대규모 시위가 벌어진다. 다들 참석하고 거칠어질거야!"라고 발표하였다. "미국을 구하라" 집회와 국회의사당 폭동 이전 행진은 에이미 크레머가 대표로 있는 기관인 '미국 우선주의를 위한 여성'에서 대부분 주관하였다. 미국 우선주의를 위한 여성 측은 트럼프 지지자들을 시위장으로 가는 차량에 합류하도록 초대했다. 트럼프 연설 행사는 트럼프의 2016년 대선캠프에서 일했던 팀 유니스가 설립한 업체인 이벤트 스트레터지스에서 주관하였다.
이 시위를 기획하고 폭동을 "완전히 평화롭다"고 지지한 우익 정치운동가 알리 알렉산더는 12월에 국회의원 폴 고사, 앤디 빅스, 무 브룩스가 '큰 일'을 계획하는 데 관여했다고 밝혔다. 알렉산더에 따르면, 폭동은 "여세를 몰아 압력을 가하기 위한 것이였고, 이 정치인들은 시위 당일 지지 여부가 불확실해졌거나, 밖에 있는 사람들을 보고 '반대편에 있는 저 폭도들의 편이 될 수가 없다'고 마음을 바꾸었다"고 밝혔다.
시위대는 사건 몇 주 전부터 선거인단 투표용지 개표를 방해할 계획을 공개적으로 세웠으며, 의회, 펜스 부통령과 경찰에 대한 폭력을 요구하였다. 국회의사당에서 사건을 계획하는 데 쓰인 웹사이트 다수는 폭력적인 언어와 사진 게재를 금지하는 레딧과 트위터같이 기존 주요 소셜 미디어와는 다르게 알트테크 플랫폼이 주로 쓰였다. 레딧의 r/The_Donald가 차단되면서 세워진 웹사이트인 TheDonald.win, 소셜 네트워크 서비스 웹사이트인 팔러, 채팅 앱인 텔레그램과 갭 등 다양한 웹사이트가 기존에 열린 트럼프 행진에 대해 의논하고 의사당 습격을 모의하는 장소로 쓰였다. 포스터 다수는 행사 전에 잠재적인 폭력을 예고했으며, 일부는 경찰을 피하는 방법과 문을 따는 데 도움이 되는 도구를 논의하였다. 2020년 12월 12일 워싱턴 시위 당시 경찰과의 충돌에 이어 프라우드 보이스와 극우 단체들은 행사 기간동안 폭력을 계획하고 있다는 일부 게시물을 올리면서 공권력을 지지하는 데 반대하였다. 2020년 12월 23일 '스톱 더 스틸' (Stop the Steal, 도둑질을 멈추라는 뜻)이라는 단체에서 게시된 글을 포함한 최소 한 개 단체에서 경찰과 대치하면 공세를 더 늘리겠다고 밝혔다.

#### 시위 자금 조성
에이미 크레머가 이끄는 '미국을 구하라' 집회를 조직한 비영리단체인 '미국 우선주의를 위한 여성'은 린다 맥마온 전 중소기업행정국장이 이끄는 친트럼프 정치 비자금 단체인 '미국 우선주의 정책'의 자금 지원을 받는 것으로 파악되었다. 음모론자인 알렉스 존스는 자신의 언론사가 폭동 직전 친트럼프 집회를 위해 50만 달러를 지불하여 일립스 공원을 예약했으며, 트럼프 백악관이 국회의사당으로 행진을 이끌 것을 요청했다고 밝혔다.
터닝 포인트 USA 창립자인 찰리 커크는 트위터에서 터닝 포인트가 국회의사당으로 가는 버스를 80대 이상 대절했다고 밝혔다.
다른 이들은 12월에 고펀드미를 통해 시위장으로 가는 교통비를 지불하는 것을 도왔지만 별다른 성공을 거두진 못하였다. 버즈피드 뉴스의 조사 결과 12명 이상의 모금자들이 계획된 집회에 가는 비용을 지불한 것으로 밝혀졌다. 고펀드미는 폭동 이후 여러 모금을 중단했지만 일부 모금은 비활성화 이전에 이미 모금 목표의 일부 또는 전부를 모금했다.

#### 해외 개입 의혹
2020년 12월 8일, 한 프랑스인이 극우 인사와 단체들에게 비트코인으로 50만 달러를 기부했고, 이 중 절반은 의사당 난입을 부정한 그로이퍼군의 닉 푸엔테스에게 돌아갔다. 송금 다음 날, 이 남자는 자살하였다. FBI는 이 기부금 중에서 불법행위에 흘러간 돈이 있는지 조사하고 있다.
FBI는 또한 미국과 적대 관계에 있는 정부, 단체, 개인이 국회의사당을 공격한 사람들에게 자금을 지원했는지 여부를 조사하고 있다. 이와는 별도로 FBI, 국토안보부 및 기타 기관이 발표한 공동 위협 평가에서 "러시아, 이란, 중국 등의 국가가 미국 내 대통령 인수 기간 중에 정부 및 국영 언론 등을 통해 미국에서 폭력과 극단주의를 조장하고, 미국의 민주주의를 폄하하고, 어떤 경우에는 음모론을 조장하여 자신들이 원하는 정책 이익을 증진하는 기회를 호시탐탐 찾았을 것"이라고 밝혔다.

### 사전 첩보
사건이 벌어지기 전, 온라인 극단주의를 감시하는 몇몇 단체들은 이 사건에 대해 경고를 하고 있었다. 2020년 12월 21일, 트럼프와 연관된 극단주의를 연구하는 영국의 정치 컨설턴트는 트위터를 통해 1월 6일 계획된 사건이 사망자를 포함하여 어떻게 될 지에 대한 예측의 실마리를 전개했다. 2020년 12월 29일, FBI는 전국 경찰에 최소 한 건의 보고를 통해 입법부를 겨냥한 무장 시위대의 가능성을 경고하였다. 2021년 1월 6일 이전에 지역합동테러대책반은 FBI로부터 국회의사당에 폭력시위가 임박했다고 사전에 통보받았다. 워싱턴 포스트가 1월 5일 공개한 FBI 내부 문서에 따르면, 워싱턴을 방문할 준비를 하고 있는 시위대를 상대로 여러 지역 주에 집결지를 설치할 것을 경고했다고 명시하였다. 이 문서는 Black Lives Matter와 안티파 회원들의 피를 포함한 폭력적인 문구를 언급한 시위대의 동기를 설명하기 위해 '전쟁'이라는 단어를 사용했다. 하지만 FBI는 이 첩보가 담긴 공식 문서를 배포하지 않기로 했다.
반명예훼손연맹은 지난 1월 4일, 트럼프 지지자들이 선거인단 집계까지 이어지는 폭력적인 언사를 옹호하고 있다는 경고 글을 블로그에 올렸다. 이 게시물은 폭력 위협을 신뢰할 수 있는 지는 알지 못한다고 밝혔지만, "과거 징후를 본다면, 극단주의적인 집회 특징과 가열된 언변이 결합되어 폭력의 가능성이 있음을 시사한다"고 언급했다. 또한 1월 4일, 영국의 보안 회사인 G4S는 1월 6일부터 취임일 사이에 폭력을 옹호하는 온라인 게시물을 기반으로 워싱턴에 폭력 단체가 있을 것이라는 위험 분석 보고서를 내놓았다. 비당파적 정부 감시단체인 어드밴스 데모크라시는 엿새 동안 QAnon 관련 계정에서 1월 6일 사건을 명시하는 게시물 1,480개를 발견하였다.

### 경찰 대응
워싱턴 D.C. 시장 뮤리얼 바우저는 추후 시위를 대비해 2020년 12월 31일에 컬럼비아 특별구 국가 경비대의 도움을 요청하였다. 바우저는 경비대는 비무장 상태에서 군중을 관리하고 교통 정리를 도와 워싱턴 경찰이 안전 문제에 집중하도록 요청하였다. 미 국방부 장관 크리스토퍼 밀러는 2021년 1월 4일에 이를 승인하였다. 이에 따라 경비대 340명이 투입되고 주어진 시간에 경비대 상주 인원이 114명을 넘지 않았다. 폭동이 일어나기 사흘 전, 국방부는 국가경비대를 보내겠다고 두 차례나 통보하였으나 미국 의회경호대는 불필요하다고 거절하였다.
습격 이틀 전, 바우저는 컬럼비아 특별구 경찰청이 질서 유지에 동원될 것이며 의회경찰대, 연방공원경찰 및 첩보부와 같이 조율할 것이라고 발표했다. 바우저는 "컬럼비아 특별구는 다른 연방 경찰을 요청하지 않고 있으며, 그러한 계획이 진행 중이라면 워싱턴 경찰에 즉각 통보와 협의 없이 추가로 병력을 배치하는 것을 권장하지 않는다"고 미 법무부에 서한을 올렸고 트위터에 같은 내용의 트윗을 남겼다.
스티븐 선드 의회경찰대장은 사건 발발 이후 국가 경비대 지원을 거듭 요청했지만 폴 어빙 하원 경사와 마이클 스텐저 상원 경사는 이를 망설였다고 밝혔다.
FBI 고위 관계자에 따르면 FBI가 12명이 넘는 과격주의자들과 대화를 나눴으며 "그들이 워싱턴으로 여행하는 것을 단념하는 데 성공하였다"고 밝혔다. FBI는 시위에 앞서 의회경찰대와 정보를 공유했다.
로버트 콘티 컬럼비아 특별구 경찰청장은 사건 이후 경찰은 국회의사당이 침입당할 거란 어떠한 정보도 가지고 있지 않았다고 밝혔다. 스티븐 선드 의회경찰대장은 자신의 부서가 '수정헌법 1조 활동'에 대응하기 위한 계획을 세웠지만 그들이 마주친 '범죄 폭동 행위'에 대해서는 계획하지 않았다고 밝혔다. 이에 따라 의회경찰대는 평범한 시위를 예상했고 폭동 진압 장비를 준비하지 않았다.
라이언 매카시 미 육군장관은 행사 전에 계산한 시위대 수는 2천 명에서 8만 명 사이였다고 밝혔다. 1월 5일, 국립공원관리공단은 이 지역에 있는 사람들을 토대로 '미국을 구하라' 시위에 3만 명이 참석할 것으로 추정하였다.

## 워싱턴 사건

### 행진 이전
2021년 1월 5일, 워싱턴 D.C.의 내셔널 몰이나 그 주변에서 선거 결과를 번복하기 위한 각종 사건들이 있었다. '부활을 위한 행진' (Rally to Revival)은 신디 차피안이 개최하였으며 오후부터 저녁까지 프리덤 플라자에서 집회 개최가 허용되었다. '공화국을 구하라' 집회는 '미국을 위한 엄마들'이라는 단체가 개최하였고 이른 오후에 9구역 러셀 상원 사무실 건물 맞은편에서 열렸다. 트럼프를 지지하는 버지니아주 여성, 스톱 더 스틸, 미국 피닉스 프로젝트와 예리코 행진이 주최하는 '하나님 아래 하나의 국가' (One Nation under God) 집회는 미국 연방 대법원 앞에서 진행되었다.
'침묵의 다수' (The Silent Majority) 집회는 제임스 에플리가 주최하였고 내셔널 몰 내 13번과 14번가 사이에 있는 자갈 산책로에서 집회가 허용되었다. 에플리의 행사는 1월 5일과 6일에 열렸고, 이 중에서 최소 10명이 체포되었는데, 몇 명은 무기 소지 혐의로 1월 5일 밤과 6일 아침 사이에 체포되었다.
1월 6일, 스톱 더 스틸이 조직한 '거친 시위' (Wild Protest)가 8구역의 러셀 상원 사무실 건물 맞은편에서 개최하였다. 또한 버지니아 자유지킴이, 트럼프를 위한 라틴계 지지자, 연합의료자유 슈퍼팩 등이 주최한 '자유 집회' (Freedom Rally)는 러셀 상원 사무실 건너편 1번가 노스이스트 300번지에서 개최되었다.

### 워싱턴의 "미국을 구하라 집회"

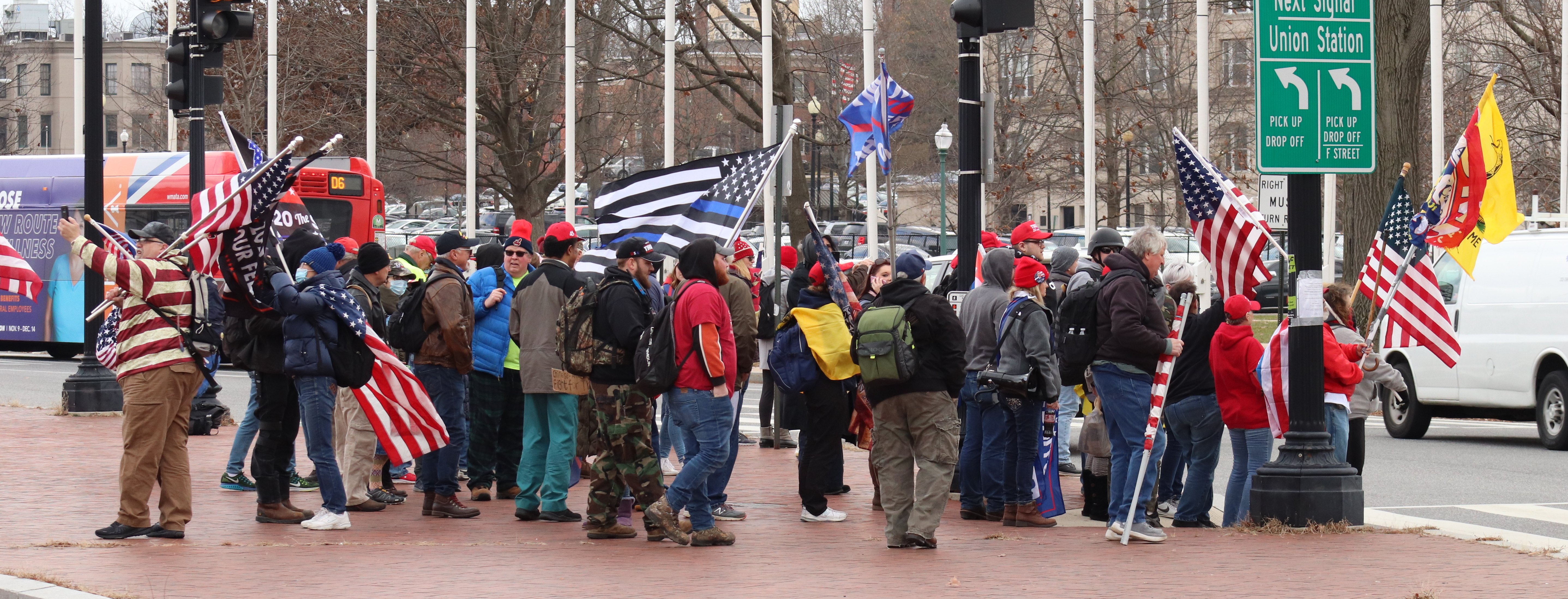
1월 6일 아침 유니언역에 운집한 시위대

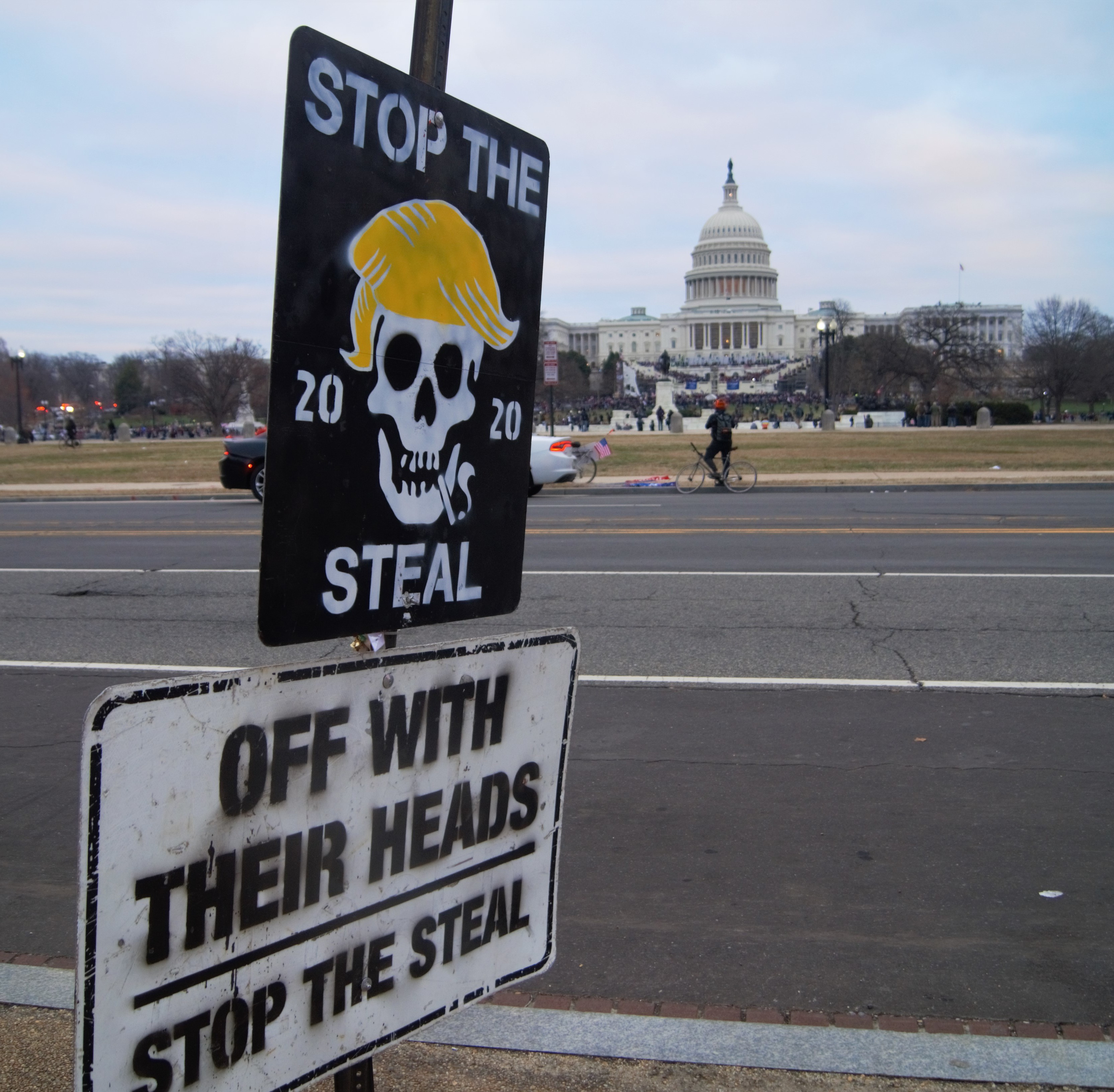
의사당 앞 'Stop the Steal' (부정선거를 중단하라) 팻말.

'미국을 구하기 위한 행진'은 '미국우선주의를 위한 여성' 단체에서 주최하고 1월 6일에 내셔널 몰 내의 일립스에서 열릴 수 있도록 집회를 허가받았다. 일립스 북쪽으로 400m 지점에 트럼프와 루돌프 줄리아니 변호사, 그 외에도 채프먼 대학교 법대 교수 존 C. 이스트먼 등 인사도 참석해 연설하였다. 줄리아니는 선거에서 사용된 투표기가 '잘못 되었다'며 '전투에 의한 재판'을 요구했다. 모 브룩스 하원의원은 군중들에게 "오늘은 미국 애국자들이 주요 인사들을 떨어뜨리고 엉덩이를 걷어차는 날"이라고 연설하였다. 매디슨 코손 하원의원은 "군중들이 치를 전투가 있다"고 연설하였다. 트럼프는 유리벽 뒤에서 연설하면서 선거를 절대 양보하지 않겠다고 선언하고, 언론을 비판하며 펜스 대통령이 헌법상 할 수 없는 선거 결과 번복을 요구하였다. 그의 연설은 군중을 자극하는 많은 거짓말과 잘못된 표현이 포함되어 있었다. 트럼프는 지지자들에게 폭력을 행사하거나 국회의사당에 들어가라고 노골적으로 요구하지는 않았지만, 그의 연설은 폭력적인 묘사로 가득했고 트럼프는 지지자들이 바이든의 취임을 막을 수 있는 힘을 갖고 있다고 제안했다.
트럼프는 지지자들에게 "우리의 용감한 의원들을 응원하고 일부는 그렇게 응원하지 않을 것"이라며 "의사당으로 걸어가라"고 부추겼다. 트럼프는 바이든의 선거인단 수 개표에 대해 "그런 일이 일어나도록 놔둘 수 없다"며 바이든이 "불법 대통령"이 될 것이라고 주장했다. 트럼프는 지지자들에게 "싸우라. 우리는 지옥처럼 싸운다. 그리고 지옥처럼 싸우지 않으면 더 이상 나라를 탈환하지 못할 거"라며, 그는 시위대가 "의사당에 갈 것이며 공화당원들이 나라를 되찾기 위해 필요한 자부심과 대담함을 부여하려고 노력할 것"이라고 말했다. 트럼프는 또한 "나약한 마음으로 나라를 찾지 못할 것"이라며 "힘을 보여줘야 하고 강해져야 한다. 우리는 의회가 옳은 일을 하고 적법한 절차로 등록된 유권자의 표만 개표하라고 요구하였다"고 덧붙였다.
그는 "우리는 나약한 의원, 아무 소용 없는 의원, 특히 '리즈 체니'같은 사람들을 제거해야 한다"며 공화당의 리즈 체니를 질타했으며, 지지자들에게 "나쁜 사람들"에 맞서 "더 열심히" 싸울 것을 요구했다. 트럼프는 군중들에게 "여러분은 매우 다른 규칙에 따라 행동할 수 있다"며 그의 지지자들은 "더이상 참지 않을 것"이라며 그 순간을 '최후의 방편'으로 삼았고, 펜스와 다른 공화당 인사들은 "바이든의 승리에 승복하면서 자신들을 위험에 빠뜨리는 셈"이라고 주장하였다. 트럼프는 실제로 같이 행진하지는 않았지만 그들에게 국회의사당으로 같이 행진하겠다고 말했다. 트럼프는 자주 '싸움'이라는 용어를 사용하는 것 뿐만 아니라 '평화롭게'라는 용어를 사용한 적이 있다. 그는 "여기 있는 모든 사람들이 곧 국회의사당 건물로 행진해 평화롭고 애국적으로 목소리를 낼 거라는 것을 알고 있다."고 연설하였다.
도널드 트럼프 주니어와 에릭 트럼프 또한 시위 현장에서 선거인단 투표를 뒤집으려 하지 않는 공화당 의원들을 질타하였고, 다음 경선에서 이들을 배제하는 데 노력을 기울일 거라고 발언하였다.

### 의사당 난입

#### 펜실베이니아 애비뉴 행진

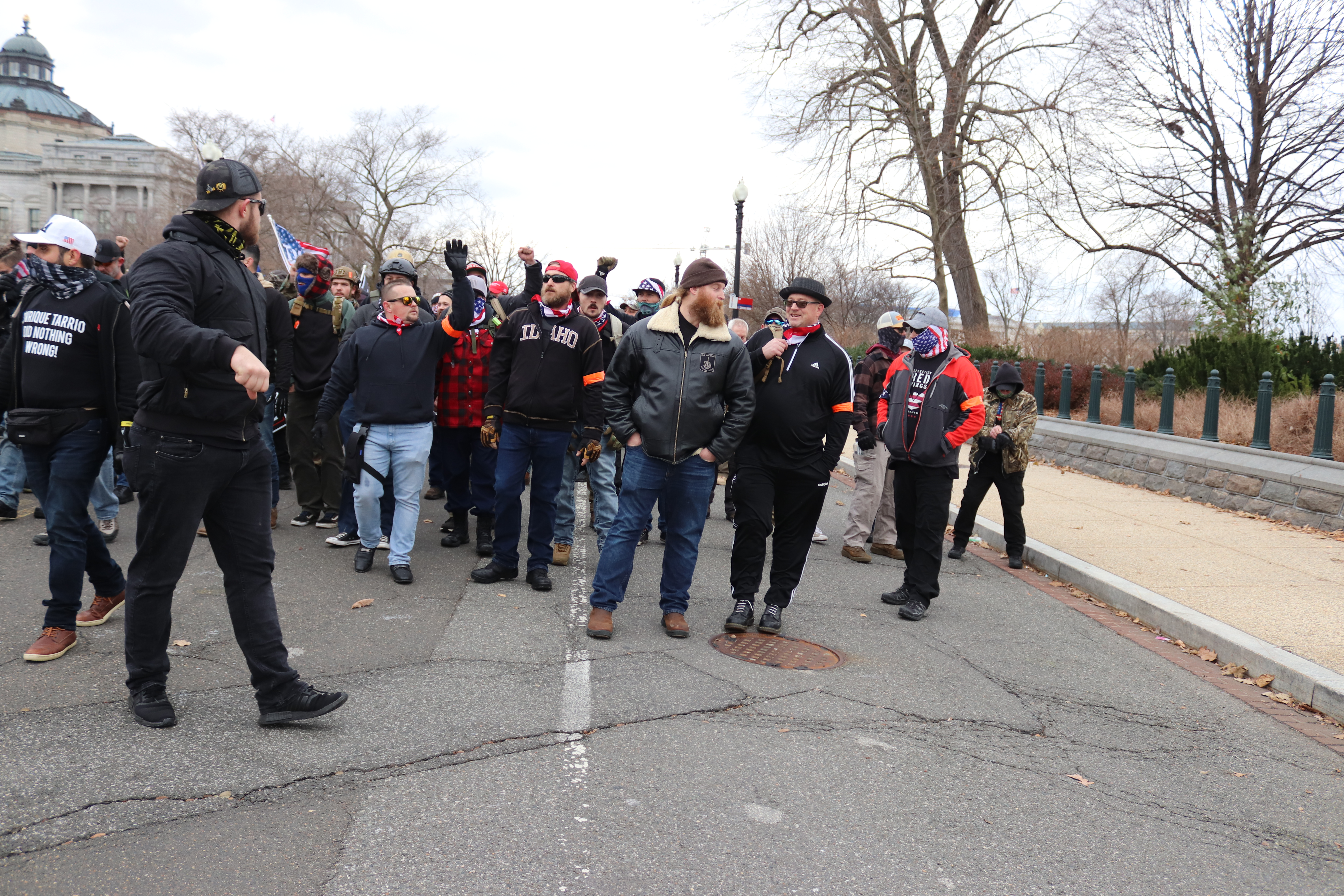
미국 대법원 건물 앞을 행진하는 프라우드 보이스.

트럼프가 선거 결과를 번복하는 데 도움을 주기 위해 선동한 시위대는 집회가 끝난 뒤 펜실베이니아 애비뉴를 따라 국회의사당에 이미 모여있던 군중을 향해 행진하였다. 워싱턴에서는 보안상의 우려로 항공 사진이 허용되지 않기 때문에 시위대의 총 규모에 대한 믿을 수 있는 추정치를 얻기가 어렵다.
선거인단 투표 결과를 번복하기 위해 다짐한 의원들을 대표하는 조시 홀리 상원의원이 이른 오후, 국회의사당 양원 합동회의에 가는 도중 지나가면서 주먹을 들어 시위대를 맞이했다.
오후 1시경 (EST), 트럼프 지지자들이 경찰관과 충돌해 국회의사당 주변을 따라 장벽을 뚫고 지나갔다. 시위대는 장벽과 경관들을 휩쓸었고, 일부는 경찰관들에게 화학약품을 뿌리거나 쇠파이프로 폭행하였다. 시위대 다수가 단순히 국회의사당의 벽을 타고 올라갔지만 일부는 밧줄과 간이 사다리에 의지하여 올라갔다. 조 로프그렌 의원은 시위대가 의사당 계단에 다다랐다는 사실을 눈치채고 스티븐 선드 의회경찰대장에게 전화했지만 연락이 닿지 않았다. 폴 어빙 미 하원 경장은 로프그렌에게 국회의사당으로 이어지는 문은 잠겨있고 "아무도 들어갈 수 없다"고 답변하였다.
한편 선드는 오후 1시 9분에 어빙과 스텐저에게 전화해 국가경비대를 소집하는 데 필요한 비상사태 선언을 요청했다. 어빙과 스텐저는 선드에게 "자신들은 그럴 권한이 없으며 상부에 연락해야 한다"고 답변하였다. 어빙은 한 시간 뒤 정식 승인을 받아 다시 선드에게 전화하였다.
오후 1시 58분, 의회경찰대는 의사당 북동쪽에 있는 시위벽을 치웠다.

#### 국회의사당 침입

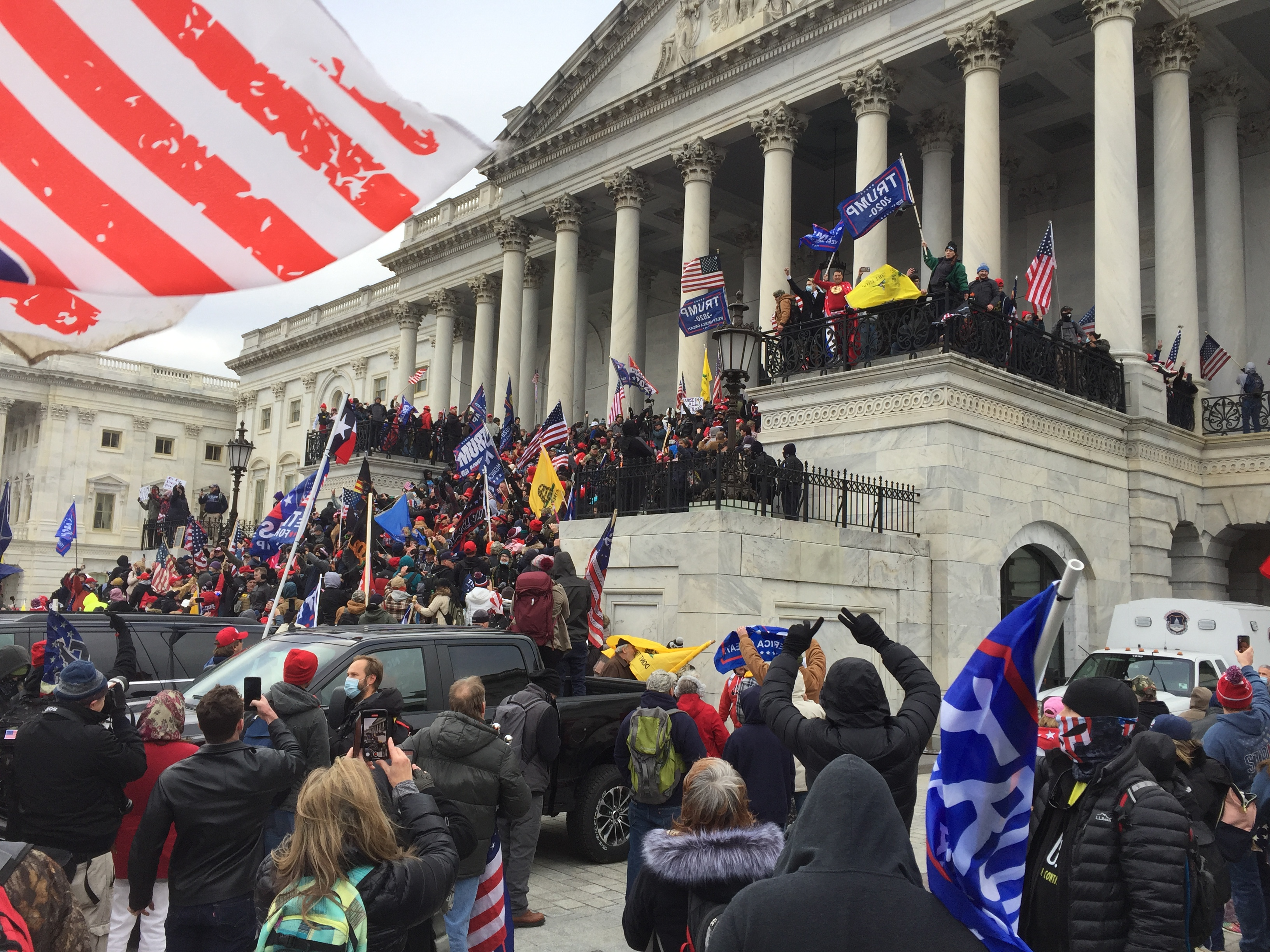
경찰 방어벽을 치우고 국회의사당 계단에 운집하는 트럼프 지지자들.

오후 2시가 조금 지나자 창문이 깨지고, 시위대가 건물을 부수고 국가동상관으로 들어갔다. 시위대는 국회의사당과 인근 건물을 습격하기 시작하자, 단지 내 건물에는 대피령이 내려졌다. 건물 밖에서는 시위대가 교수대를 세워 올가미를 묶었고, 경찰차 타이어에 구멍을 낸 뒤 앞유리에 "펠로시는 사탄이다"(PELOSI IS SATAN)라는 문구를 남겼다. 폴리티코는 일부 시위대가 국회의사당에 접근하면서 경찰 배지나 군 신분증을 잠시 보여주면 안으로 들어갈 수 있을거라 예상했다고 보도했다. 의회경찰관은 버즈피드 뉴스와의 인터뷰에서 한 폭도가 배지를 번쩍이며 "여러분을 위해 이러고 있다"고 말했다.
다가오는 시위대를 우려한 맥신 워터스 하원의원은 국회의사당 구내가 아니라 경찰 본부에 있는 스티븐 선드 의회경찰대장에게 전화를 걸었다. 방어선이 무너질 무렵, 선드는 시위대를 막기 위해 의회경찰대가 "최선을 다하고 있다"고 말했다.

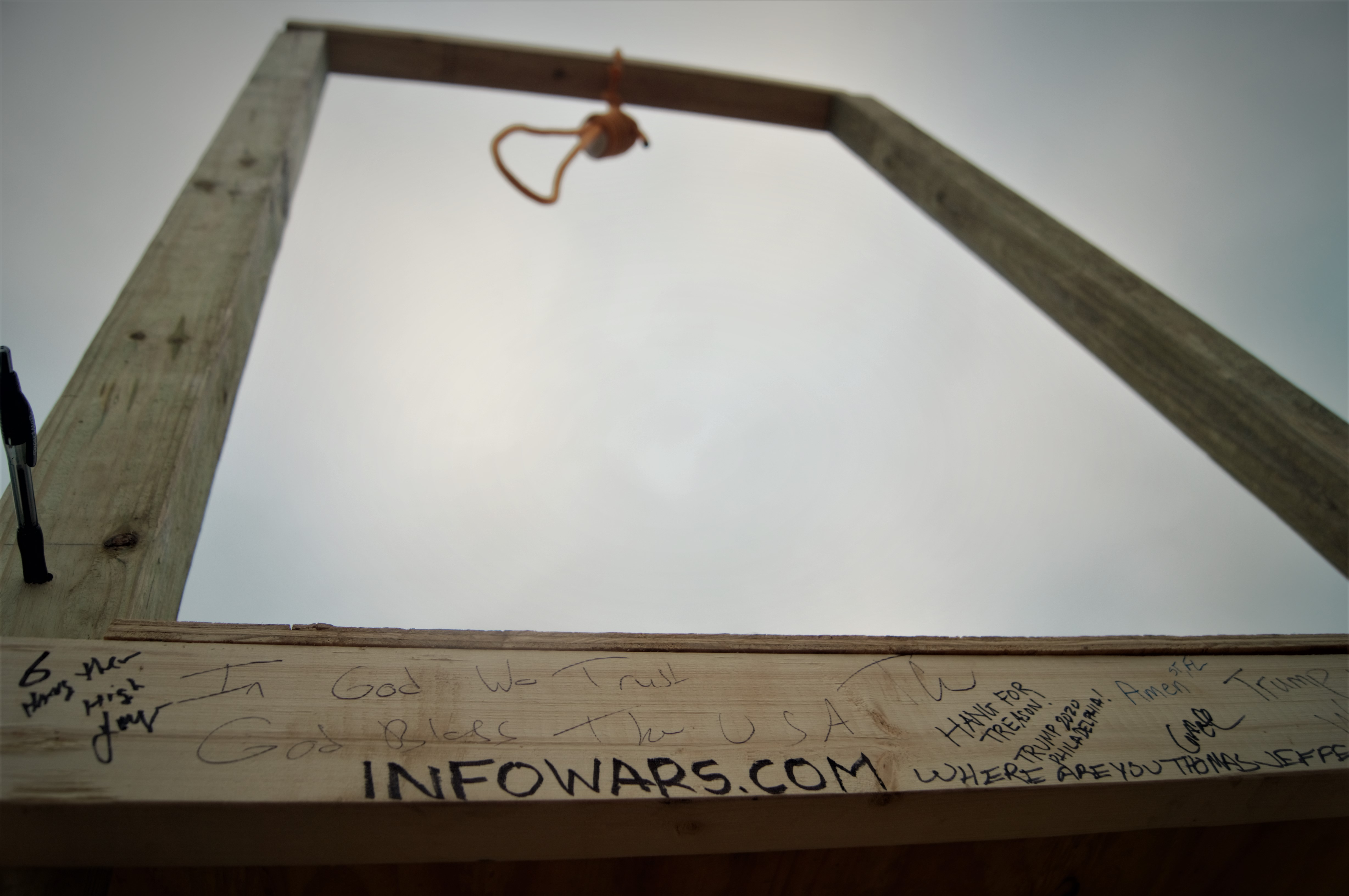
의사당 밖에 설치된 교수대.

시위대 일부는 플라스틱 수갑을 차고 다녔는데, 인질을 잡기 위해 플라스틱 수갑을 사용할 의도가 있었을 것으로 보인다. 다른 시위대는 남부연합기 또는 나치 상징을 지니고 다녔으며, 다른 이들은 헬멧이나 군용 조끼를 포함한 폭동 장비를 착용했다. 미국 역사상 처음으로, 남부연합기가 미 국회의사당 내부에 들어섰다.

#### 상원 정회 및 대피령
당시 앨라배마주로부터 선거인단 9명과 알래스카주에서 선거인단 3명을 이의 없이 받아들이기로 이미 결의한 양원 공동회의는 각 회의장에서 별도로 토론한 다음 애리조나주 출신의 폴 고사르 의원이 제기하고 텍사스주 출신의 테드 크루즈 상원의원이 서명한 애리조나주 선거인단 인증 결과를 받아들이는 데 반대표를 던질 수 있도록 나뉘었다. 두 회의장은 이에 따른 두 시간 동안의 토론을 절반 정도 끝마친 상황이었다.
애리조나 선거인단 투표에 대한 논쟁이 계속되는 동안, 무장 경찰관이 상원 회의장에 들어가 회의실 뒷문에 마주 섰다. 펜스 부통령은 키르스텐 시네마 애리조나 상원의원으로부터 제임스 랭크퍼드 오클라호마 상원의원에게 발언권을 건네주었다. 잠시 후 펜스 부통령은 첩보부 소속 경호원들의 호위를 받았다. 시위대는 상원 회의실을 향해 계단을 오르기 시작했다. 한 외톨이 경찰관이 폭도들이 2층에 도착했다고 무전을 전하면서 폭도들의 속도를 늦추려 했다. 아직 봉인되지 않은 상원 회의장 문에서 몇 발자국 남은 가운데, 시위대는 대신 그들을 회의장에서 멀어지게 한 경찰관을 따라갔다. 사람들이 문을 부수려고 할 때 쾅쾅거리는 소리가 들렸고, 랭크퍼드가 발언하던 도중 상원은 정회하였고 문은 2시 15분에 잠겼다. 1분 뒤, 시위대는 회의실 바깥 갤러리에 도착하였다. 반자동 무기를 든 경찰관이 상원 회의장에 나타나 미치 매코널 공화당 원내대표와 척 슈머 민주당 원내대표 사이에 섰다. 밋 롬니 상원의원은 격분한 채 손을 던져 대선 결과를 번복하려는 공화당 의원들에게 "일이 이렇게 커진 건 당신들 책임"이라며 질책하였다. 상원 의원 엘리자베스 맥도너의 직원 몇 명은 안전을 위해 선거인단 투표와 문서 상자를 건물 안에 숨겨진 대피실로 가지고 나갔다.
트럼프는 트위터를 통해 펜스 부통령이 "해야 할 일을 할 용기가 없었다고" 오후 2시 24분에 밝혔다. 이후, 극우 소셜미디어의 트럼프 지지자들은 시위대에 부통령을 쫓을 것을 요구했고, 시위대는 "펜스 어디에 있나?", "마이크 펜스 찾아!"라고 외쳤다. 시위대는 밖에서 "마이크 펜스를 교수대에 올려라!"라고 외치는 한편, 다른 이들은 의사당 건물에 침입하면서 계속 펜스를 찾으라고 구호를 외쳤다. 적어도 세 명의 폭도가 펜스 부통령을 찾고 싶어하고 건물 밖의 나무에 매달아 그를 '배신자'로 처형하고 싶다고 말한 것을 기자가 우연히 들었다.
이후 의회의 모든 건물은 폐쇄되었고 출입이 전면 통제되었다. 국회의사당 직원들은 사무실로 들어가 문과 창문을 잠그고, 바깥에 있는 사람들은 엄호할 것을 권고하였다. 시위대가 국회의사당을 배회하자 국회의원, 보좌관, 직원들은 사무실과 옷장에 숨었다. 복도 바로 옆 방에 문을 봉쇄하고 숨은 미치 매코널 보좌관들은 문 밖에서 시위대가 "의회의 악을 종식시키라"고 큰 소리로 기도했다고 요구했다. 시위대는 상원 사무총장실에 진입해 내부를 샅샅이 뒤졌다.
상원의원들이 아직 회의장에 있는 가운데, 트럼프는 토미 투버빌 상원의원에게 전화를 걸어 바이든의 선거인단 개표 차단을 위해 더 노력하라고 전화하였고, 이는 오후 2시 30분에 상원 회의장이 대피했을 때 끊어졌다. 대피 후 시위대는 잠시 회의장을 장악했고, 무장한 남성 몇 명은 일회용 수갑을 들고 있었고, 일부는 펜스 부통령이 몇 분 전에 떠난 상원 단상에서 주먹을 든 채 포즈를 취했다. 펜스 부통령의 아내인 캐런 펜스와 딸 샬롯 펜스 본드, 형 그레그 펜스 (하원의원)는 의사당 습격 당시 건물 내부에 있었다.
마이클 스텐저 상원 경사는 린지 그레이엄과 조 맨친을 포함한 상원의원들과 함께 대피소에 동행했다. 안전 장소에 도착한 의원들은 스텐저에게 격분하였다. 그레이엄은 스텐저에게 어떻게 이런 일이 일어날 수 있나 물었고, "폭도들에게 압도당하지 않을 것"이라고 덧붙였다.

#### 하원 정회 및 대피령
한편, 오후 2시 15분쯤 하원 회의장에서는 폴 고사가 발언하는 동안 펠로시 하원의장이 호송되었다. 하원은 잠시 정회하였으나 이후 다시 회의를 재개하였다. 보안 우려 속에 딘 필립스 하원의원은 공화당 의원들에게 "이게 다 당신들 때문이야!"라고 외쳤다. 하원은 오후 2시 25분경 토론을 재개했다. 고사 의원이 연설을 마친 2시 30분경 하원은 다시 정회하였다. 의원들은 여전히 안에 있었고 펠로시, 케빈 매카시 등 몇몇 인사들이 '안전한 장소'로 대피하였다. 폭력사태가 발생하자 의회경찰대는 의원들에게 엄호할 것을 권고했다. 회의장 내 의원들은 경찰이 건물 내에서 최루탄을 사용하기 시작했기 때문에 방독면을 쓰라는 지시를 받았다. 직원들은 시위대에 손상되는 것을 막기 위해 봉인된 선거인단 투표 결과 증명서 상자를 가져왔다.
ABC 뉴스는 국회의사당 건물 안에서 총격이 있었다고 보도했다. 시위대가 국회의사당에 침입한 후, 하원 회의장 정문에는 무장 대치 상황이 벌어졌다. 시위대가 침입하려고 하자 보안요원들이 회의장 안에서 총을 뽑아 가구로 쌓은 방어벽으로 뒤덮인 회의실 문쪽으로 겨누었다. 또한 계단에서 한 경관이 다가오는 남자를 향해 총을 쏘았다. 사진작가 에린 샤프는 국회의사당 로툰다에서 언론 배지를 움켜쥐고 위층으로 달려갔다고 밝혔다. 경찰은 그를 발견하고 그의 언론 출입증을 도난당하자 그를 총구에 겨누었고 동료들이 개입하자 멈추었다.
시위자 여러 명이 의사당과 여러 대표의 사무실을 점거하는 자신의 모습을 소셜 미디어에 올렸다. 이들은 낸시 펠로시 하원의장의 사무실을 습격하고, 보안 컴퓨터에 접속하고 노트북을 훔쳤다.

### 참가 단체

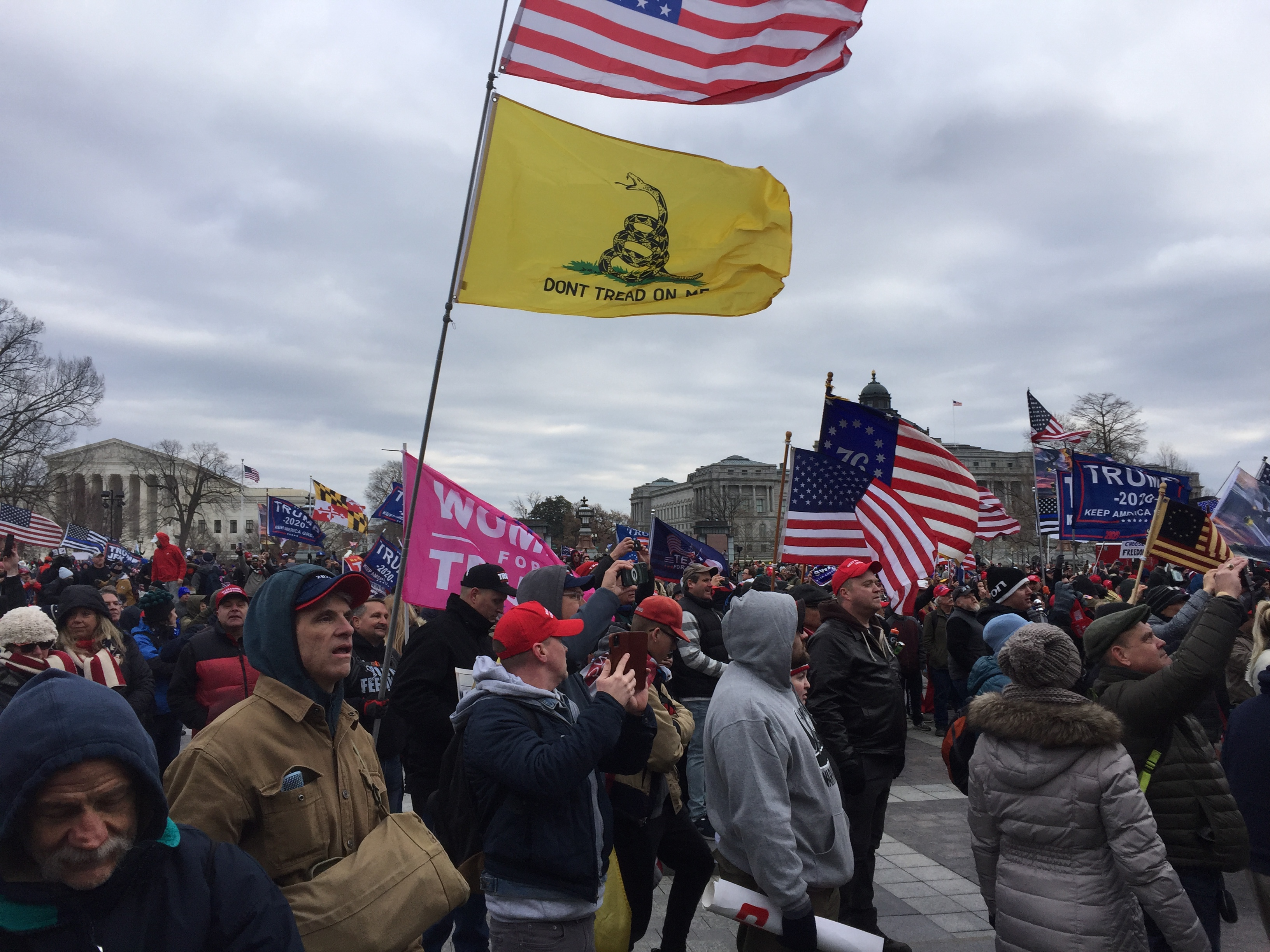
시위대가 휘날렸던 깃발 중에는 개즈던기와 '트럼프를 지지하는 여성들' 깃발 등이 있다,

국회의사당을 습격한 시위대는 미국 전역에서 온 트럼프를 오랜 기간 동안 지지했던 열성 지지자들로 구성되었다. 시위대는 공화당 관계자와 정치 기부자, 극우 무장단체와 백인 우월주의자로 구성되었다. 몇몇 사람들은 중무장을 했는데, 이 중에는 살인미수 혐의로 복역한 후 플로리다주 교도소에서 풀려난 한 남성을 포함해 전과 기록이 있는 전과자들이 포함되었다. 부갈루 운동, 전통주의 노동자당, 스리 퍼센터스, 프라우드 보이스, 오스 키퍼스, QAnon, 그로이퍼, 국민아나키즘과 신남부동맹 지지자, 흑인 히브리 이스라엘인, 홀로코스트 부정론자 등이 습격에 참가하였고, 이들은 상징적인 복장을 착용하고 있었다. 시위대 일부는 신나치주의와 폴키쉬 운동에 영감을 받은 현대 이교 복장 또한 입고 있었는데, 이 중에는 아우슈비츠 강제 수용소와 수용소 모토인 노동이 그대를 자유케 하리라도 포함되었다. 국회의사당에 난입한 뒤, 인종 차별 및 반유대주의 발언으로 알려진 백인 민족주의자 두 명은 건물 밖에서 생방송 보도를 하려는 이스라엘 기자를 괴롭히는 동영상을 팔로워들에게 인터넷으로 생중계하였다. 일부 참가자들은 6MWE라는 홀로코스트에서 살해된 유대인들의 수를 가리키는 "600만 명으로는 충분하지 않았다"는 뜻의 셔츠를 입었다. FBI는 테러 감시자 명단에 오른 폭동 참가자 대부분은 "백인 우월주의자로 의심된다"고 밝혔다. 이 사건에 이어 신나치주의 거리 갱단인 민족주의 사교회는 폭동 가담에 대해 상세히 설명하고 이를 '미국 내 백인 혁명의 시작'이라고 주장하였다.
AP통신은 사건 이후 120명이 넘는 참가자들의 공공 및 온라인 기록을 검토한 결과 이들 중 상당수가 소셜미디어에서 2020년 대선에 대한 음모론을 공유하고 그 외 큐어넌과 딥스테이트 음모론도 믿고 있는 것으로 나타났다. 게다가 몇 명은 국회의사당을 습격하기 전에 민주당과 공화당 정치인들을 위협했다. 이 사건은 '트럼프 지지 인터넷 유명인'들과 팬들이 셀카를 찍으면서 라이브 영상을 생중계하면서 인터넷상이 사건의 주무대가 되었다.
또한 군인들이 일부 폭동에 참가하기도 했는데, 국방부는 폭동에 연루되었을 지도 모르는 현역 및 예비역들을 조사하고 있다. 여러 주의 경찰서장 및 경찰관이 폭동에 연루된 혐의로 조사를 받고 있다. 1월 15일 현재 트럼프 집회에 참석하거나 국회의사당 폭동에 가담한 경찰관이 최소 29명으로 집계되었다. 의회경찰대 소속 경찰관 두 명도 하나는 MAGA 모자를 쓰고 건물 안에서 시위대를 지휘한 죄로, 다른 하나는 시위대와 셀카를 찍은 죄로 각각 정직 처분 받았다.

#### 주의원
공화당 전현직 주의원 최소 16명이 국회의사당 습격에 가담하였는데, 여기에는 마이크 에이징어 웨스트버지니아주 상원의원 애니 블랙 네바다주 하원의원, 어맨다 체이스 버지니아주 상원의원, 대니얼 콕스 메릴랜드주 하원의원, 데이비드 이스트먼 알래스카주 하원의원, 데릭 에번스 웨스트버지니아주 하원의원, 론 행크스 콜로라도주 하원의원, 저스틴 힐 미주리 하원의원, 마크 핀첨 애리조나주 하원의원, 데이비드 러록 버지니아주 하원의원, 맷 매독 미시간주 하원의원, 더그 매스트리아노 펜실베이니아주 상원의원, 테리 린 위버 테네시주 하원의원은 물론 민주당이였다가 공화당으로 당적을 바꾼 버넌 존스 전 조지아주 하원의원, 앤서니 컨 전 애리조나주 하원의원, 릭 서콘 전 펜실베이니아주 하원의원 등이다. 위버는 "엄청난 상황에 처해 있었다"고 주장했고, 에번스는 다른 시위대와 함께 국회의사당에 침범하는 영상을 촬영하였다. 이들은 모두 폭력 행위에 가담한 것을 부인하였다. 에반스는 결국 제한 구역에 진입한 혐의로 연방 검찰에 기소되었고, 그는 다음 날 주 하원에서 사의를 표명하였다.

### 폭동 당시 정부의 반응

#### 트럼프의 반응
지난 몇 주동안 '미국을 구하라' 집회를 홍보했던 트럼프는 지지자들이 국회의사당을 습격해 어떠한 타협도 거부하자 "처음에는 기뻤지만, 폭동에 연루된 지지자들의 '질이 나쁜' 행동에 대해 미적 이유로 혐오감을 보였다"고 밝혔다. 벤 새스 공화당 상원의원은 백악관 고위 관리들이 트럼프가 시위대가 국회의사당에 들어서는 소식을 듣고 "기뻐했다"고 전했다. 참모들은 트럼프에게 "하루 종일 대화하기 어려웠다"면서 선거 패배에 대처하지 못하고 지지자들이 무력으로 결과를 번복하지 못했다는 불쾌감에 트럼프는 "정신줄을 놓았다"고 전했다. 팻 시펄로니 백악관 변호사는 트럼프가 자신의 행동을 통해 반역죄를 범했을 가능성을 우려해 행정부 관리들에게 트럼프와의 접촉을 피하고 1918년 선동법에 따라 기소 책임을 제한하기 위해 폭동의 도화선에 불을 지필 수 있는 불법 명령을 무시하라고 조언한 것으로 알려졌다.
현지 시각으로 오후 2시 직후, 폭동이 한창 진행 중이고 상원의원들이 회의장에서 대피한 후, 트럼프는 공화당 상원의원 두 명 (처음에는 유타주의 마이크 리, 이후에는 앨라배마주의 토미 투버빌 의원)에게 전화해 대선 결과를 번복하기 위해 선거인단 개표 결과에 더 많은 이의를 제기할 것을 요청했다. 오후 2시 47분, 지지자들이 국회의사당에서 경찰 병력과 격렬하게 충돌하자 트럼프는 트위터에 "우리 의회경찰대와 경찰들을 지지해달라. 그들은 정말 우리나라의 편에 서 있다. 평화롭게 대응하라"고 트윗을 남겼다. 워싱턴 포스트는 이후 트럼프가 "평화롭게 대응하라"는 말을 포함하고 싶지 않았다고 보도했다.
트럼프는 당시 백악관 서관에 있었다. 대통령의 한 측근은 대통령이 전화를 많이 받지 않고 있다고 말했다. 고문은 트럼프가 TV를 볼 때, 전화를 받기 위해 녹음된 프로그램을 일시 중지하겠지만, "생중계라면 그걸 보고 그 상황이 펼쳐지는 것을 그냥 지켜본다"고 설명하였다.
오후 3시 10분, 트럼프에게 폭동에 연루된 지지자들을 비난하라는 압력이 거세지자 알리사 파라 백악관 전 전략공보국장은 트럼프에게 "이 문제를 당장 해결하라"고 촉구하고 "시위대가 들을 사람은 대통령밖에 없다"고 전달하였다. 트럼프는 오후 3시 25분 트위터에 "미국 국회의사당에 있는 모든 이들이 평화롭게 행동할 것을 요구한다. 폭력은 금물! 우리는 법과 질서의 당이고 훌륭한 경찰관들을 존중하는 당임을 잇지 마라"고 트윗을 올렸지만 시위대에게 해산을 요구하지는 않았다. 오후 3시 40분, 공화당 의원 몇 명은 트럼프에게 폭력 행위를 더 구체적으로 비난하고 지지자들에게 국회의사당 점령을 중단할 것을 요청하라고 목소리를 높였다. 케빈 매카시 공화당 하원 원내대표는 트럼프에게 "시위대를 진정시키라"고 요청하였고 마르코 루비오 상원의원 또한 트럼프에게 "경찰을 돕는 데 지원 병력을 보내고 시위대에게 물러날 것을 요청하여 질서를 회복하는 게 중요하다"고 트윗을 올렸다. 마이크 갤래거 하원의원은 영상 메시지에서 트럼프에게 시위대를 해산시킬 것을 요청했다. 지지자들에게 평화롭게 행동하라고만 했던 트럼프와는 달리 펜스 부통령은 국회의사당 점령을 즉시 끝낼 것을 요구하였다.
린지 그레이엄은 워싱턴 포스트와의 인터뷰에서 "[트럼프가] 상황의 심각성을 높이 평가하는 데 시간이 좀 걸렸다"며 "[그는] 시위대를 그의 여정에서 동맹으로 여겼고 선거에서 도둑맞았다는 생각에 동조하였다"고 밝혔다.
케일리 매커내니 백악관 대변인은 오후 3시 50분 국가경비대와 '그외 연방 보호기관'이 배치되었다고 밝혔다. 바이든 대통령 당선인은 오후 4시 6분 전국방송에서 트럼프 대통령가 폭동을 종식할 것을 요구하였다. 오후 4시 22분, 트럼프는 소셜미디어에 동영상 메시지를 내놓았는데, 이후 트위터, 페이스북, 유튜브가 이를 삭제하였다. 이 영상에서는 그가 지지자들을 칭찬하고 부정선거에 대한 자신의 주장을 반복하면서 "이는 부정선거였지만 우리는 이 사람들의 손에 놀아날 수 없다. 우리는 평화가 필요하다. 그러니 집에 가라. 우리는 당신들을 사랑하고, 아주 특별한 사람들이다. 무슨 일이 일어났는지 봤지 않았는가. 다른 사람들이 그렇게 나쁘고 악한 대우를 받는 모습을 볼 수 있지 않나. 그 기분이 어떤지 이해하지만 집에 가서 편히 쉬라"고 하였다.
트럼프는 오후 6시 25분 트위터에 "이 사건은 신성한 선거 완승을 너무 오랫동안 나쁘고 부당한 대우를 받은 위대한 애국자들로부터 무자비하고 악랄하게 약탈할 때 일어나는 사건"이라고 밝혔고 지지자들에게 "사랑과 평화로 집에 돌아가라"며 "이 날을 영원히 기억하라"고 전했다. 오후 7시, 루돌프 줄리아니는 리에게 두 번째로 전화하였고, 투버빌에게 남기려던 음성 메시지에 선거인단 개표를 늦추기 위해 더 많은 이의를 제기하라고 지시하였다. 줄리아니는 "오늘 저녁 8시에 회의가 다시 재개된다는 건 알지만 우리가 따를 수 있는 유일한 전략은 수많은 주에 반대하고 문제를 제기하여 토론을 내일, 잘하면 내일 밤까지 이어지게 하라"고 지연 전략을 세웠다.

#### 의원들의 반응
폭동 당시 로렌 보버트 공화당 하원의원은 트위터에 펠로시 의장이 회의장에서 빠져나왔다는 사실 등 경찰 대응과 의원들의 위치에 대해 트윗을 올렸는데, 이에 대해 보버트 의원은 다른 의원들을 위험에 빠뜨렸다는 이유로 사퇴 압박을 받았다. 보버트는 펠로시가 단상에서 빠져나왔다는 사실이 TV에서도 보도되었기 때문에 사적인 정보를 공유하지 않았다고 반박하였다.
아이아나 프레슬리 하원의원은 "처음에 폭도들을 선동한" 다른 의원들을 두려워하여 의회 대피소를 떠났다.
여러 사람들이 비좁은 공간에 몇 시간동안 앉아있는 동안 일부 공화당 의원들은 민주당 의원들이 부탁했을 때도 마스크 착용을 거부하였다. 이후 민주당 의원 세 명은 코로나19 양성 판정을 받았고 환경보건 전문가는 이 상황을 슈퍼전파자 상황이라고 규정하였다.

#### 경찰 반응
선드 의회경찰대장은 오후 2시 26분에 워싱턴 정부와 국방부 관리들과 긴급회의에 착수해 "국가 경비대 지원을 다급히 요청했다"며 국회의사당으로 병력을 증원해달라고 요청하였다. 하지만 월터 E. 피아트 중장은 선드에게 "국가 경비대가 의사당에서 폴리스라인을 치는 장면이 마음에 들지 않는다"며 라이언 매카시 육군장관에게 증원 요청을 권고할 수 없다고 말했다.
1월 6일 오후 2시 31분, 뮤리얼 바우저 워싱턴 시장은 오후 6시에 통행 금지령을 내렸다. 랄프 노섬 버지니아 주지사 또한 버지니아 북부의 알렉산드리아와 알링턴 카운티 일대에 통행금지 조치를 발령하였다.
국토안보부의 무장 요원들은 소요 사태가 발생할 경우를 대비해 국회의사당 근처에서 대기하고 있었으나 폭력사태가 가라앉을 때까지 배치되지 않았다.
국방부 관리들은 최후의 수단을 제외하고 워싱턴 D.C. 국가 경비대가 배치되고 탄약과 폭동 장비를 받는 것을 제한했다. 대원들은 또한 자위권을 보장하는 상황에서만 시위자들과 교전하도록 지시 받았고 크리스토퍼 C. 밀러 국방부 장관의 사전 승인 없이 현지 경찰과 장비를 공유하거나 감시 장비를 사용할 수 없었다. 매카시와 밀러는 폭력 사태를 저지하기 위해 워싱턴 국가 경비대 1,100명을 전원 배치하였다. 오후 3시 4분, 밀러는 펜스 부통령, 펠로시 하원의장, 매코널 상원 공화당 원내대표, 슈머 상원 민주당 원내대표와의 회동에서 국가 방위대와 그 외 "추가 지원"을 통해 폭동에 대응하도록 지시했다. 트럼프가 당초 거절하였던 국가 방위대 파견은 펜스 부통령의 승인을 받아 이루어졌다. 이러한 지휘 계통의 변경은 설명되지 않았다. 오후 3시 30분, 노섬 버지니아 주지사는 바우저와 의회 지도자들과 협력하여 뮤리얼 워싱턴 시장의 버지니아주 방위대 200명과 주 경찰 200명을 파견하여 폭력사태에 대응하고 있다고 밝혔다. 오후 3시 45분, 스텐저는 선드에게 방위대 파견 승인을 신속히 처리하도록 미치 매코널에게 도움을 요청할 것이라고 말했다.

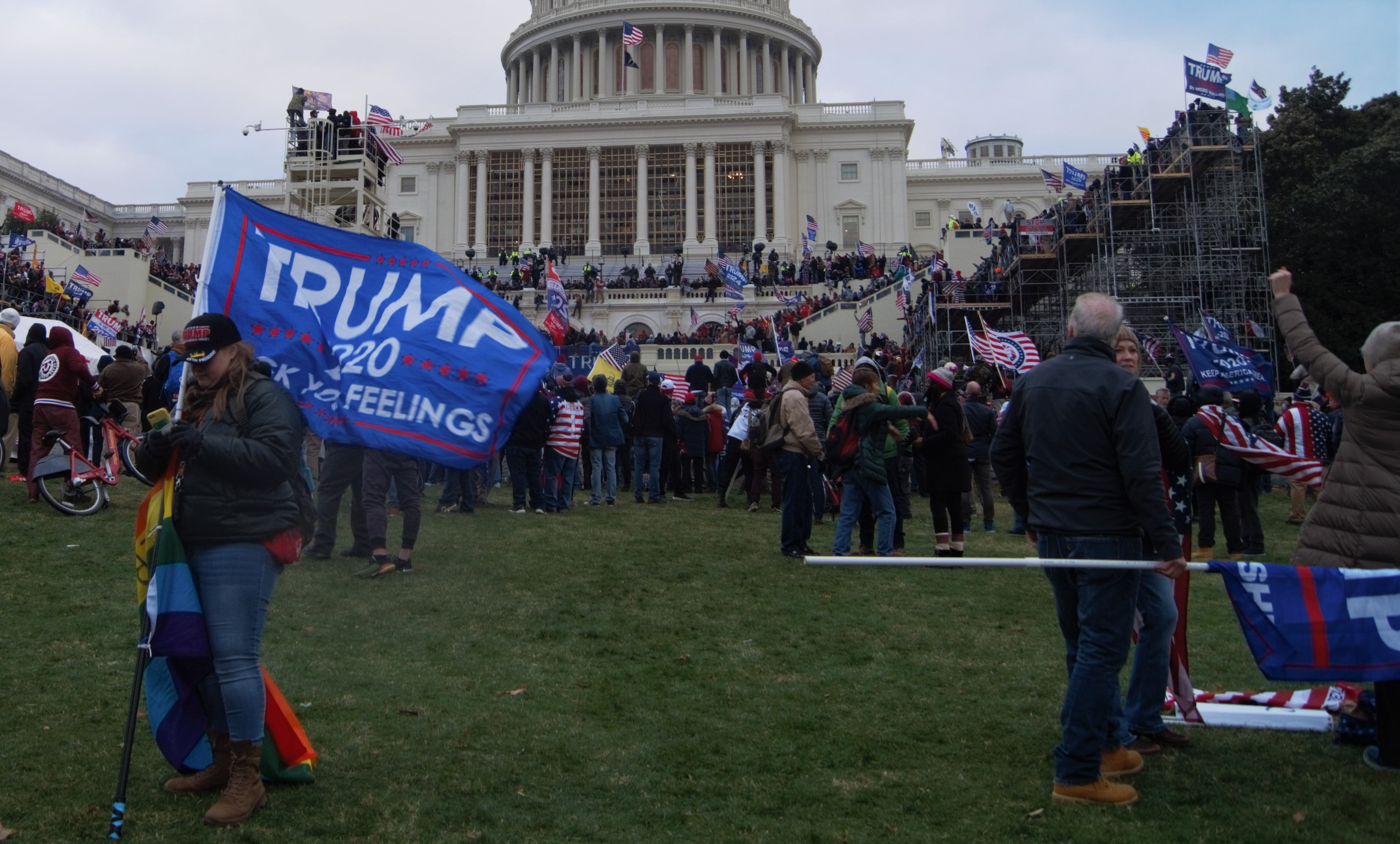
미국 국회의사당 밖에 모인 시위대.

경찰이 폭동 장비, 방패, 경찰봉을 이용하여 의사당을 다시 통제하는 데 세 시간이 넘게 걸렸다. 의회경찰대는 워싱턴 경찰의 도움을 받았다. 의회경찰대가 의사당의 시위대를 해산하기 위해 상원 쪽에 연막탄이 배치되었다. 일부 시위대는 의회경찰대 소속 흑인 경찰관들에게 인종 차별적인 욕설을 퍼부었다. 스티븐 선드 의회경찰대장은 폭동에 대한 경찰관들의 느린 반응은 의사당 근처에서 발견된 급조폭발물에 몰두했기 때문이라고 밝혔다. FBI와 국토안보부 요원들은 오후 4시 30분에 폭동 장비를 착용하고 더크슨 상원 사무소 건물에 진입하였다.
필 머피 뉴저지 주지사는 오후 4시 57분에 워싱턴의 요청에 따라 워싱턴에 배치되었으며 주 방위대가 필요하다면 배치할 준비가 되어있다고 밝혔다. 오후 5시 직전에 의회 지도자들은 국회의사당 단지에서 인근 육군 기지인 포트 맥네어로 대피하였다. 오후 5시 20분, 래리 호건 메릴랜드 주지사는 육군 장관과의 통화 후 주 경찰과 주 방위대를 파견하겠다고 발표하였다. 오후 5시 40분, 상원 경사는 국회의사당의 안전이 확보되었다고 발표하였다.

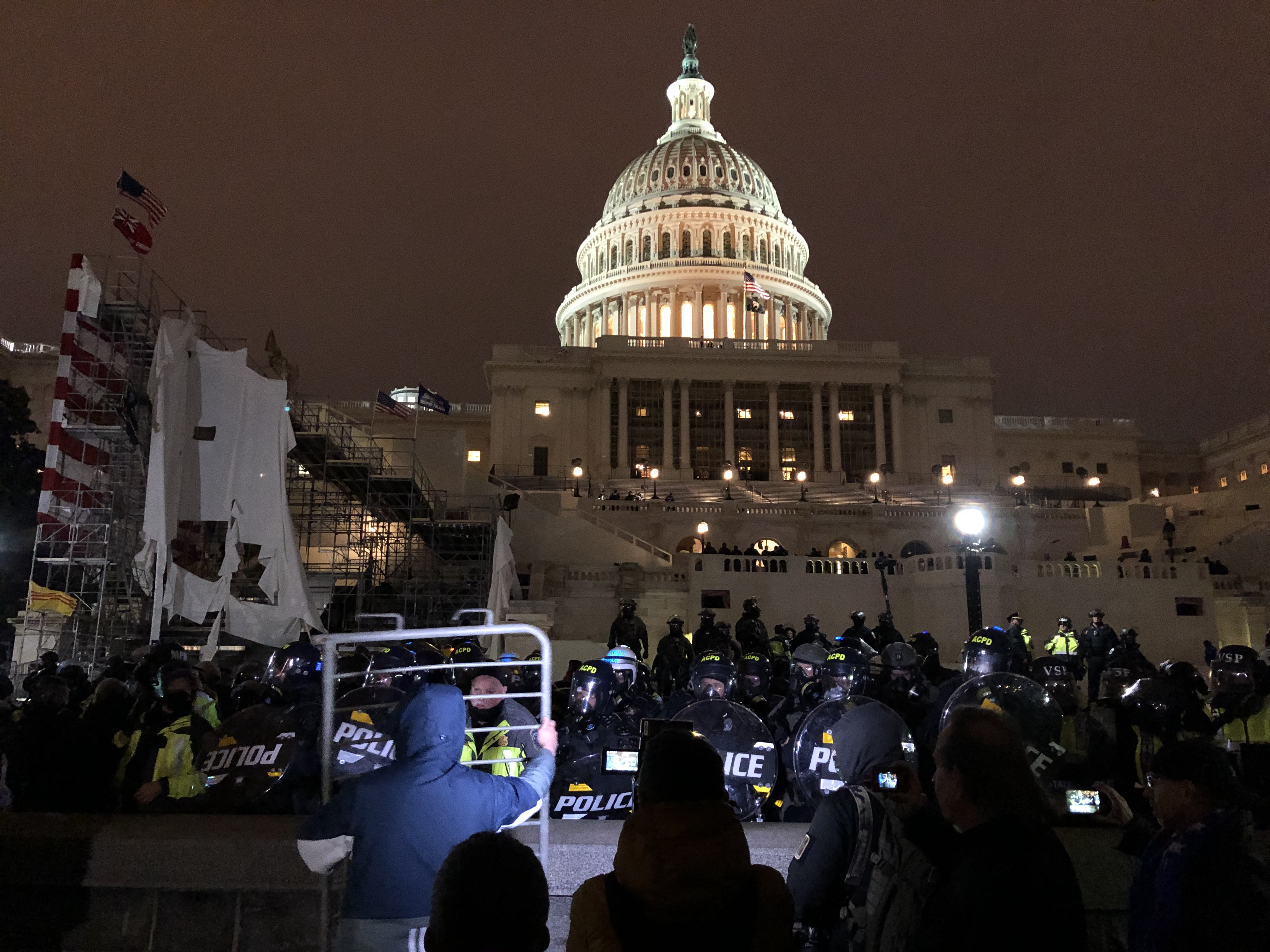
저녁에 경찰 기동대와 대치 중인 시위대.

경찰이 시위대를 국회의사당에서 밀어내려고 하자, 시위는 계속되었고 일부는 국회의사당 밖으로 나갔다. 기자들에 대한 언어 및 물리적 폭력이 보고되었으며, 이들은 언론사들을 "가짜뉴스"라고 비난하였다. 한 시위자는 시위대에게 괴롭힘을 당하는 CNN 기자들을 상대로 "당신들보다 더 많은 사람들이 있다"며 "완전히 파괴하는 수가 있다"고 협박하였다.
오후 6시 8분까지 경찰은 최소 13명을 체포하고 5개의 총기를 압수했다. 바우저 시장이 오후 6시에 통행금지령을 내렸지만 시위대 다수는 이를 무시하였고 통행금지령이 내려진 지 두 시간이 지난 뒤에도 의사당에 수백 명이 남아있었다.
앤드루 쿠오모 뉴욕 주지사는 다른 주에서 배치한 병력에 더해 뉴욕주 방위대 1,000명을 워싱턴에 배치하겠다고 발표하였다. 1월 6일 밤, 바우저 시장은 워싱턴 내 비상사태를 15일 간 연장하고 일부 사람들이 "취임식 당일까지 폭력 시위를 계속할 것"이라고 예상하였다. 다음날, 라이언 D. 매카시 육군 장관은 국회의사당 주위에 펜스가 설치되고 앞으로 적어도 30일 동안은 의사당이 벽으로 둘러싸일 거라고 발표하였다. 펜스 건설은 같은 날 시작되었다. 매카시는 또한 델라웨어, 뉴욕, 펜실베이니아주는 물론 뉴저지주 방위대가 동원될 것이라고 밝혔다.
습격 당일, 경찰은 61명을 체포했으며, 이 중 절반 정도는 의사당 구내에서 체포되었다.

### 폭발물
폭동이 일어나기 전에 심어진 것으로 추정되는 급조폭발장치 두 대가 국회의사당 내에서 발견되었다. 철파이프 폭탄으로 추정되는 폭발물이 오후 12시 45분 공화당 전국위원회 사무실 건물 옆에서 발견되었다. 30분 뒤, 또다른 철파이프 폭탄이 민주당 전국위원회 본부 관목 아래에 발견되었다. 이 장치는 길이가 약 30cm인 비슷한 디자인으로, 엔드캡과 배선이 타이머에 부착되어 있으며 정체를 알 수 없는 분말과 금속 성분이 들어있었다. 이 장치들은 폭탄처리반이 안전하게 폭파하였고 경찰은 나중에 이 장치가 위험하고 큰 피해를 끼칠 수 있었다고 밝혔다. FBI는 이 장치를 심은 것으로 의심되는 사람의 사진을 배포하고 정보를 제공한 사람에게 최대 5만 달러의 보상금을 내걸었다. 선드는 1월 10일 워싱턴 포스트에 "철파이프 폭탄이 국회의사당에서 경찰을 끌어내기 위해 일부러 놓여진 것으로 의심된다"고 밝혔다. 팀 라이언 하원의원은 11일 온라인 기자회견에서 "철파이프 폭탄 때문에 국회의사당 습격에서 눈을 돌렸기 때문에 그것을 어느정도 감안하고 범행을 계획하였다고 생각한다"고 밝혔다.
반자동 소총과 화염병 11개로 가득한 아이스박스가 들어있는 차량도 근처에서 발견되었다. 운전자는 이후 체포되었다. 그는 또한 체포 시 권총 세 개를 지니고 있었다.

### 선거인단 개표 재개
의회는 국회의사당 침입자들을 진압한 이후 1월 6일 저녁에 선거인단 개표를 위한 양원 합동회의를 재개하였다. 미치 매코널 상원 공화당 원내대표는 현지 시각으로 오후 8시에 회의를 재개하면서 상원은 협박에 두려워하지 않을 것이며, 선거인단 수를 세고 대통령 당선자를 "오늘 밤" 선언할 것이라고 밝혔다. 그는 의원 경력 30년 동안 이 투표가 가장 중요한 표라고 밝혔다. 애리조나주 선거인단 결과 인증 반대에 대한 2시간의 토론이 이어진 뒤 오후 9시 58분, 상원은 찬성 93표, 반대 6표로 애리조나주 이의제기를 부결하였다. 반대한 의원은 테드 크루즈, 조시 홀리, 신디 하이드스미스, 존 닐리 케네디, 로저 마셜과 토미 투버빌 등 공화당 의원 6명에 불과하였다.

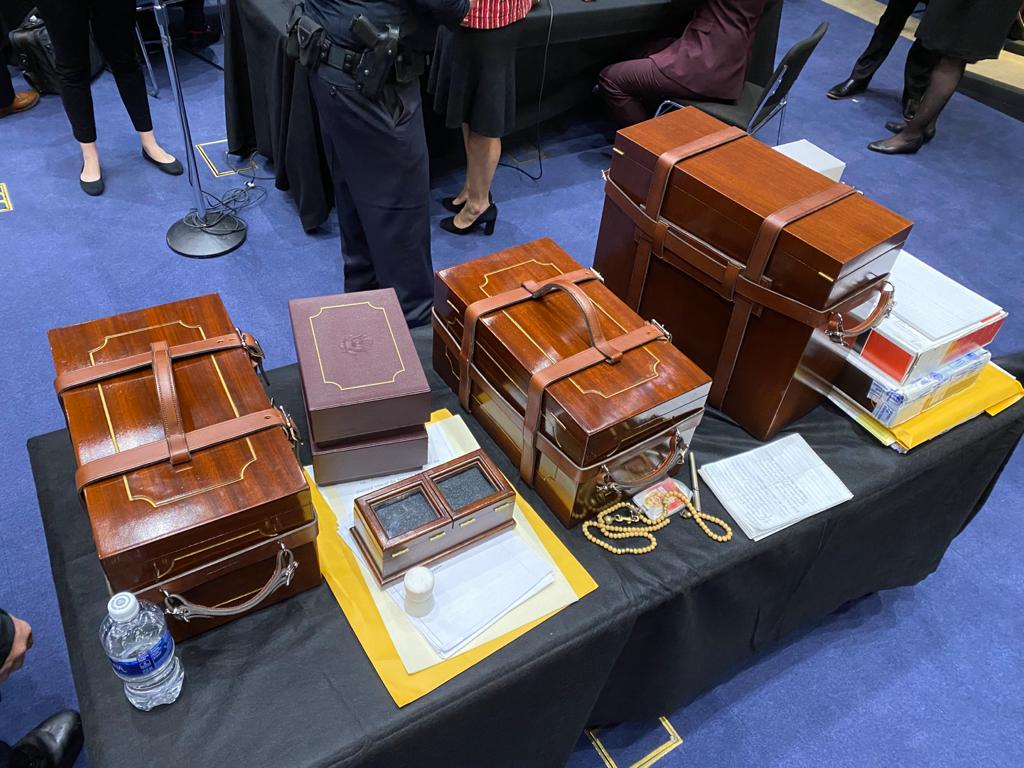
의회 직원이 의사당에서 대피하면서 선거인단 투표 인증 서류를 가지고 왔다.

오후 11시 8분, 하원은 애리조나주 이의제기를 찬성 303표, 반대 121표로 부결하였다. 조지아주 선거인단에 대한 이의제기는 켈리 로플러 상원의원이 이 사건 이후 지지를 철회하여 기각되었다. 펜실베이니아주 선거인단에 홀리 상원의원과 스콧 페리 하원의원이 이의를 제기해 공동 회기에서 또다시 2시간 동안 찬반 토론을 진행하였다. 1월 7일 오전 12시 30분, 상원은 펜실베이니아주 이의제기를 찬성 92표, 반대 7표로 부결하였으며, 신시아 루미스와 릭 스콧 의원이 찬성하고 존 케네디 의원이 반대한 것을 제외하고는 같은 사람들이 반대하였다.
오전 3시 8분, 하원은 이와 비슷하게 찬성 282표, 반대 138표로 펜실베이니아주 이의제기를 부결하였다. 이의제기에 찬성한 모든 의원은 공화당이였고 반대는 공화당에서는 64명만, 민주당은 218명 전원이 반대표를 던졌다. 피터 마이어 하원의원은 하원에 있는 공화당 동료들 중 몇 명이 투표 결과 인증에 찬성표를 던졌겠지만, 가족의 안전이 두려워 찬성표를 던지지 못하였고, 적어도 한 명은 그날 시위대의 협박을 이기지 못하고 자신의 양심에 어긋나게 바이든의 승리를 번복하도록 투표하였다고 밝혔다.
의회는 오전 3시 41분 선거인단 투표 결과인 바이든 306표, 트럼프 232표를 확정짓고 펜스 부통령은 바이든과 해리스가 1월 20일에 취임할 것이라고 선언하였다.

### 사상자
이 사건으로 다섯 명이 숨졌는데, 한 명은 의회경찰대 소속 경찰관이고, 다른 네 명은 국회의사당에서 시위 및 난입한 시위대이다. 폭동으로 의회경찰대 경찰관 60명이 부상을 입었고, 그 중 15명은 입원했으며, 1명은 위독한 상태였다. 부상당한 경관은 1월 11일까지 전원 퇴원하였다. 이들은 파이프로 경관을 때리고, 몇몇 경관은 연관에 맞아 머리를 다치기도 하였다. 시위대는 화학물질과 테이저건을 사용하여 경관들을 다치게 하고, 주먹, 막대기, 봉, 몽둥이 등으로 가격하고, 짓밟고, 우루루 몰려서 계단에서 밀치거나 동상으로 밀어넣고, 경찰관 눈에 레이저를 쏘기도 하였다. 경찰 다수는 경찰이 보통 들고 다니는 최루탄보다 더 고농축인 곰 스프레이로 공격받았으며, 워싱턴 경찰관 한 명은 테이저건으로 여섯 번이나 맞았고 심장마비를 겪었다.
가장 격렬했던 사건은 오후 2시 직후 일어났는데, 시위대 무리가 국회의사당 서쪽에서 문을 부수려고 시도했을 때였다. 그곳에서 시위대는 워싱턴 경찰관 세 명을 편대에서 계단 밑으로 끌어내고 군중 속에 가두어 "경찰은 물러가라!" "USA!"라고 외치는 도중에 하키 스틱, 목발, 깃발, 막대기나 도난된 경찰 방패 등으로 폭행하였다.

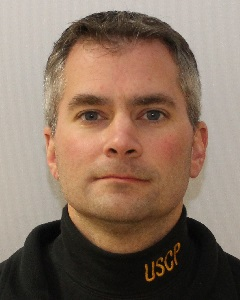
의회경찰대의 브라이언 D. 시크닉 경관은 폭동 당시 머리에 부상을 입어 숨졌다.

의사당 난입 당시 별도의 사건으로, 경력 15년의 의회경찰대 소속 브라이언 D. 시크닉 경관은 소화기에 머리를 맞아 결국 사망하였다. 로이터 통신은 시크닉 경관이 머리에 부상을 입은 이후 혈전색전 뇌졸중을 일으켰다고 보도하였고, 그는 사무실에 돌아온 후 쓰러졌다. 시크닉은 나중에 생명유지장치에 연명하였지만 그 다음날 숨을 거두었다. 시크닉 경관의 죽음은 워싱턴 경찰의 살인 담당부서와 의회경찰대, 그 외 연방 당국이 조사할 예정이다.
습격 당시 샌디에이고 출신의 35세 애슐리 엘리자베스 배빗은 하원 원내에 직접 접근할 수 있는 국회의장 전용 복도로 이어지는 바리케이드 문에서 산산조각난 창문을 통해 오르려다 치명상을 입었다. 배빗의 죽음으로 이어진 이 사건은 여러 카메라에 기록되었다. 경찰은 워싱턴 포스트와의 인터뷰에서 배빗은 비무장 상태였다고 생각되지만 그를 쏜 경찰관은 그 사실을 알지 못했고, 경찰은 시위대 다수가 무기를 소지하고 있었다는 사실을 알고 있었다고 밝혔다. 워싱턴 경찰은 배빗의 죽음을 두고 진상조사에 들어갔으며, 여성을 쏜 경찰관은 진상조사가 이루어지는 동안 정직 처분을 받았다. 배빗은 큐어넌 추종자였으며 습격 전날 큐어넌 음모론인 "폭풍이 다가왔다"는 글을 쓴 것으로 밝혀졌다.
시위대 중에는 조지아주 케네소의 로잔 보이랜드 (34)와, 앨라배마주 애선스의 케빈 그리슨 (55), 펜실베이니아주 블룸스버그의 벤자민 필립스 (50) 또한 사망하였다. 보이랜드는 국회의사당 서쪽에 있는 터널 입구를 뚫기 위해 몰려든 사람들에 밟혀 숨졌다. 큐어논을 추종하면서 극단적으로 변한 이 여성에게 가족은 집회에 참석하지 말라고 애원하였다. 그리슨은 심장마비로 숨졌다. 유가족은 그가 "폭력이나 폭동에 가담하지 않았고, 그런 행동을 용납하지도 않았다"고 밝혔다. 필립스는 뇌졸중으로 숨졌다. 필라델피아 인콰이어러는 필립스가 습격에 참여했다는 징후는 없다고 보도했다. 필립스는 트럼프 지지자들을 위한 소셜미디어인 트럼파루를 개설하였다. 보이랜드의 유가족은 "대통령의 발언이 지난 밤 그의 열성 팬 네 명의 목숨을 앗아간 폭동을 부추겼다"고 밝혔다.

#### 반응
펠로시 하원의장은 시크닉 경관의 순직을 기리기 위해 국회의사당에 조기를 게양했다. 트럼프는 당초 백악관이나 다른 연방 건물에 조기를 게양하는 것을 거부한 뒤 나흘 뒤에 결국 조기를 게양할 것을 지시하였다. 바이든, 펜스, 펠로시는 시크닉 경관 유가족에게 애도를 표했지만 트럼프는 그러지 않았다. 시크닉의 순직 이후 테드 크루즈 상원의원은 폭력을 불러들인 언사에 대한 반발을 샀다.
트럼프를 5명의 사망을 초래한 폭력을 선동한 혐의로 기소해야 한다는 요구도 있었다. 법률 전문 뉴스인 로 앤 크라임 (Law and Crime)은 배빗의 죽음을 두고 시위대에게 살인죄를 적용할 수 있는지 관련 법령을 검토하였는데, 그럴 가능성은 희박하다고 결론 내렸다.
의회경찰대는 사건 이후로 사기가 급감하였다. 의회경찰대는 경관들이 자해를 시도하려 한 일에 두 차례 출동하였고, 한 경관은 그가 그것을 가지고 무엇을 할 지 두려워서 무기를 반납하였다. 의사당 습격 당시 근무한 의회경찰 하워드 리벤굿은 사흘 뒤 자살로 싸늘한 주검이 되었다.

### 피해, 도난 및 충격

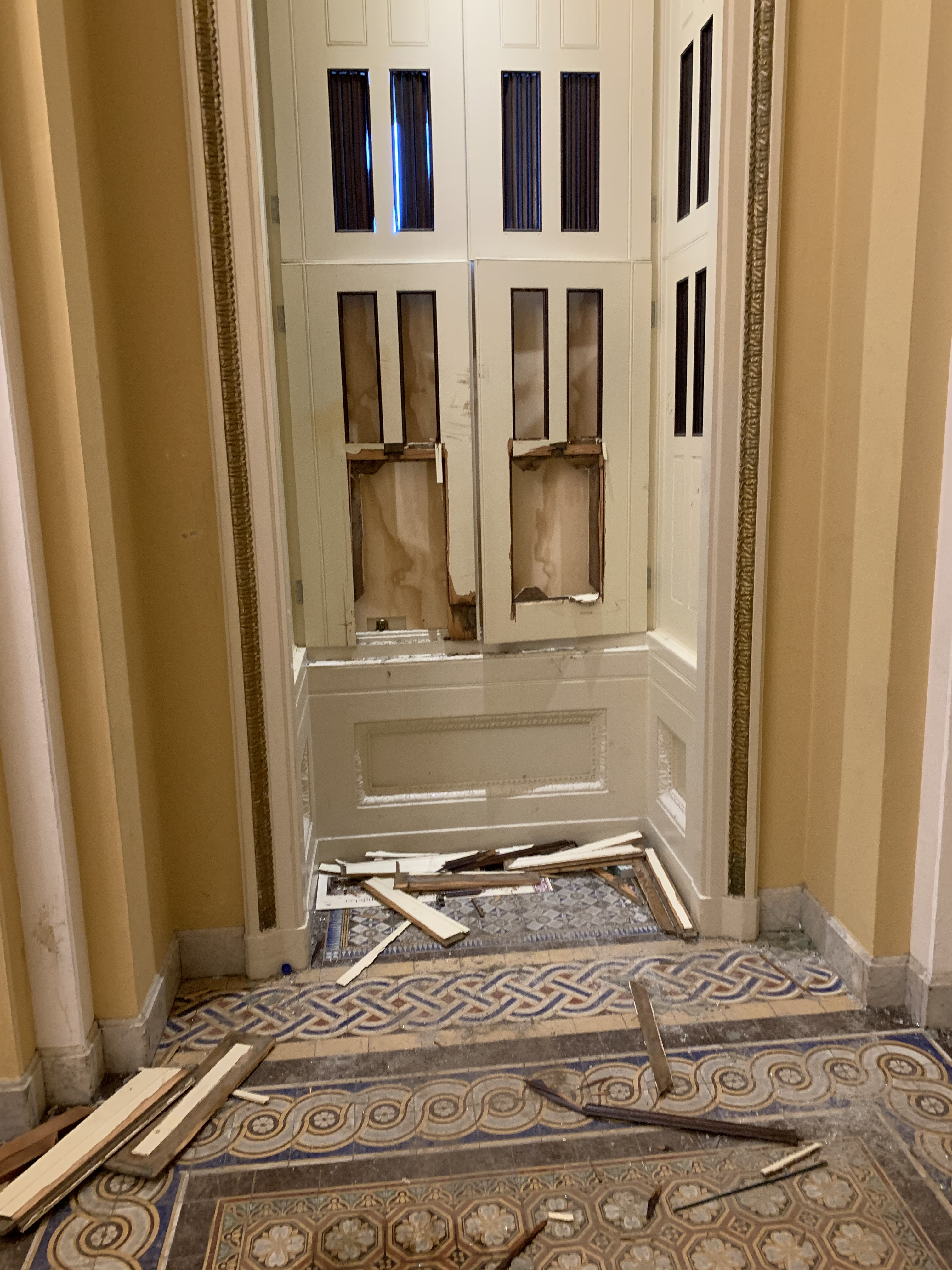
의사당에서 훼손된 창문.

시위대는 낸시 펠로시의 사무실을 습격하여 테이블을 뒤집고 벽에 걸린 사진을 찢고, 상원 사무총장실을 샅샅이 뒤지고, 미술 작품을 약탈하고,, 복도에 오물을 투척하였다. 창문이 건물 전체에 걸쳐 박살 났고 바닥에는 유리 파편이 흩어져있었다. 가구 몇 점이 손상되거나, 뒤집히거나, 도난당했다. 문짝 하나에는 'MURDER THE MEDIA' (언론을 살해하라)라고 쓰여있었다. 시위대는 기자들을 쫓아간 뒤 국회의사당 밖에 있는 AP통신의 녹음과 방송장비를 손상시켰다. 시위대는 또한 하원의원이자 민권 운동가였던 존 루이스를 기리는 전시물을 파괴하였다. 자정이 지난 새벽, 의사당 로툰다홀에서 쓰레기를 주운 앤디 김 뉴저지주 하원의원의 사진도 화제가 되었다.
시위대는 광범위한 물리적 피해를 입혔다. 국회의사당의 건축물과 예술을 보존하는 국회의사당 건축가 사무실 (AOC)은 1월 9일 초기 피해 감정평가를 발표했다. AOC는 폭동에 따른 깨진 유리, 부서진 문, 낙서 등을 포함한 내부 손상을 보고했으며, 일부 동상, 그림, 역사적인 벤치에는 "시위대와 경찰이 뿌린 최루탄과 소화기의 잔해가 남았다"고 밝혔다. 존 퀸시 애덤스와 제임스 매디슨의 초상화와 토마스 제퍼슨의 대리석 동상 등은 "부식 가스 잔해물"로 덮여있었다. 이 작품은 피해 평가와 복원을 위해 스미스소니언 협회로 보내졌다.
재커리 테일러 대통령의 19세기 대리석 흉상은 피처럼 보이는 것으로 훼손되었으며, 존 트럼불 그림과 같은 국회의사당에서 가장 중요한 미술 작품은 무사하였다. 의사당 외관에는 프레더릭 로 옴스테드가 설계한 19세기 청동 조명기구 두 개가 파손되었다. 국회의사당은 보험에 들지 않기 때문에, 의사당 습격에 따른 피해는 납세자들이 고스란히 부담하게 되었다.
ABC 뉴스는 FBI와 주류·담배·화기 및 폭발물 단속국 (ATF)이 건물 내 심각한 피해를 입히기 위한 급조폭발장치 여러 개를 회수했으며, 군에서 훈련받은 시위대 일부는 펜스 부통령을 해치는 등 심각한 피해를 입히려는 의도를 가지고 있었다고 보도하였다. 은퇴한 CIA 장교이자 ABC 패널인 믹 멀로이는 FBI가 폭동에 가담한 시위대가 의회 내 사무실을 샅샅이 뒤진 후 기밀 정보를 유출할 가능성을 고려해 외국 정보기관과 관계가 있는지 방첩 조사를 벌일 것이라고 밝혔다. 이번 습격에 참여한 여러 명이 참전용사로 밝혀지면서 전직 군인들 사이에 우려가 커지고 있다.

#### 기기 도난 및 사이버 보안 우려
제프 머클리 상원의원이 가지고 있던 노트북이 도난당했다. 펠로시 의장 사무실에서 도난당한 노트북은 "회의실에서 가져온 노트북으로, 프레젠테이션 전용 노트북"이라고 펠로시 의장의 차석 보좌관이 밝혔다. 루벤 갈레고 하원의원은 "시위대가 무엇을 가져갔는지, 복사했는지, 심지어는 어떤 버그나 도청장치를 남겨두었는지 전면적인 검토가 필요하다"고 밝혔다. 군사 뉴스 전문 웹사이트인 SOFREP는 기밀 수준의 노트북이 '몇 대' 도난당했고, 일부는 SIPRNet에 로그인하는 동안 버려졌고, 이에 따라 당국은 1월 7일에 보안 업데이트를 위해 SIPRNet을 일시 폐쇄하고 미 육군 특수작전사령부가 1월 8일 모든 SIPRNet 연결 컴퓨터를 재허가하도록 지시하였다. 안나 에슈 하원의원은 성명을 통해 "소셜 미디어와 언론에 돌아다니는 시위대의 의회 컴퓨터 접속 사진이 심히 걱정되는 부분"이라며 하원 행정처장에게 "무엇이 발생했는지에 따라 위협에 대한 완전한 평가를 실시하라"고 요청했다. 하원 행정처장은 필요에 따라 하원 사무실에 지원을 제공하고 있다"고 밝혔다.

#### 손상되거나 남겨진 물품의 보존
팻말, 깃발, 스티커, 낸시 펠로시의 손상된 명판은 물론 폭동으로 남겨진 다른 물건들은 상하원과 국립 박물관 소장품에 역사적 유물로 보존될 것이다. 스미스소니언 국립미국사박물관의 앤시어 M. 하티그 소장은 스미스소니언이 "미래 세대가 1월 6일과 그 여파를 기억하고 맥락을 짓는 데 도움이 되는 물체와 이야기"를 수집하고 보존하려고 할 것이라고 밝혔다.

## 반응

### 국내 반응

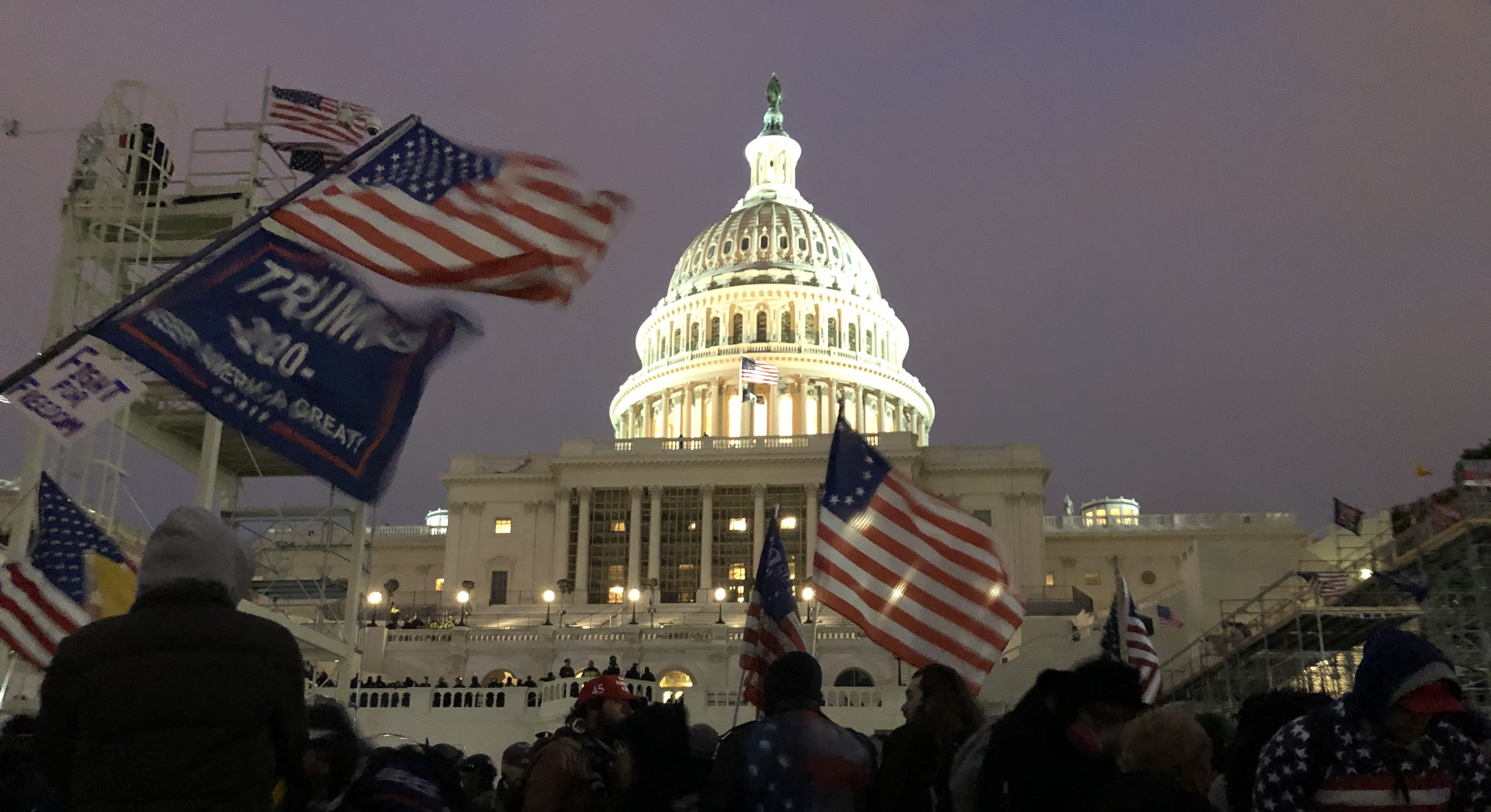
1월 6일 저녁 국회의사당에서의 트럼프 지지자들 모습.

트럼프 대통령은 의회와 행정부, 언론으로부터 광범위한 비난을 받은 뒤 탄핵이나 해임 위협을 막기 위해 사전에 녹화한 동영상으로 성명을 발표하였다. 트럼프는 7일 공개된 성명에서 "새로운 행정부가 출범할 것"이라며 "이제 그의 초점은 바이든 행정부에 질서정연한 권력 이양을 보장하는 것으로 바뀐다"고 발표해 대선 결과에 승복하는 듯 하였다. 배니티 페어는 트럼프가 이 성명을 낸 데 린지 그레이엄 상원의원이 트럼프가 결과에 승복하지 않으면 상원 공화당 의원들이 탄핵안을 지지할 것이라고 압박한 점이 부분적으로나마 원인으로 작용했을 거라고 밝혔다. 케일리 매커내니 백악관 대변인은 이날 오전 TV 성명을 통해 자신은 행정부가 시위대로부터 거리를 두려고 시도했다고 밝혔다. 1월 9일, 트럼프 대통령은 백악관 참모들에게 질서정연한 권력 이양을 약속한 것을 후회하며 절대 사임하지 않을 것이라고 말한 것으로 뉴욕 타임스가 보도하였다.
이례적으로 마크 밀리 합참의장을 포함한 다른 참모들은 1월 12일에 국회의사당 습격을 비난하며 군 당국은 헌법을 수호할 의무가 있으며 바이든이 앞으로 국가 원수가 될 것임을 상기시키며 "표현과 집회의 자유는 누구에게도 폭력, 선동 및 반란의 권리를 주지 않는다"고 밝혔다. 참모들은 "우리 역사 전반에 걸쳐 해왔던 것처럼, 미군은 민간 지도부의 합법적인 명령에 복종하고, 생명과 재산을 보호하기 위해 민간 정부를 보호하고, 법에 따라 공공의 안전을 보장하며, 국내외 할것 없이 모든 적으로부터 미국 헌법을 수호하고 방어하는 데 전념할 것"이라고 덧붙였다.

### 국외 반응
70개가 넘는 국가와 국제기구는 이번 시위에 대한 우려를 표명하고 폭력사태를 규탄했으며, 일부는 트럼프 대통령이 이번에 공격을 선동했다는 점을 구체적으로 규탄하였다. 여러 세계 지도자들은 이번 폭동을 "민주주의에 대한 공격"이라며 진정할 것을 요구하였다. 브라질, 폴란드, 헝가리, 러시아 등 일부 국가의 지도자들은 미국 내부 사건이라며 이 상황을 비난하는 것을 거부하였다.
영국과 캐나다를 포함한 전세계의 수많은 언론 매체는 이번 습격에 대해 "무정부 사태"라고 묘사하였다.
미국 이외의 몇몇 NATO 정보기관도 연방 경찰도 이 사태를 연방 경찰 관계자로부터 도움을 받았을 수도 있는 트럼프 대통령의 쿠데타 시도라고 정부 당국자들에게 브리핑하였다.

## 사건 여파

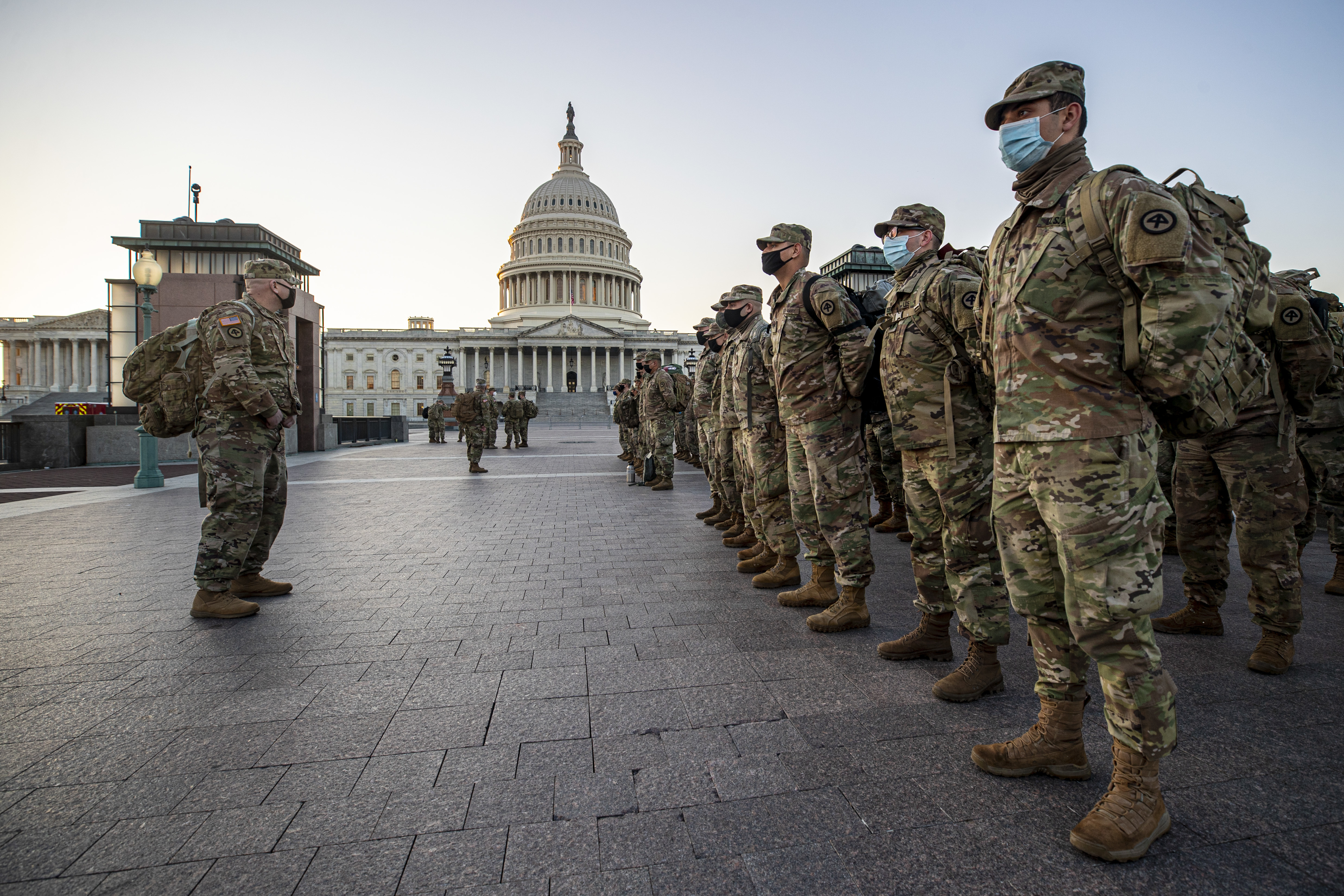
2021년 1월 12일에 바이든 취임식을 앞두고 의사당 건물을 지키고 있는 미국 국가경비대.

1월 7일, 마이클 셜윈 컬럼비아 특별구 미국 연방검사는 시위대가 선동 음모나 반란으로 기소될 수 있다고 밝혔다. 셜윈은 트럼프가 지지자들이 국회의사당을 습격하기 전에 그들에게 한 발언에 대해 조사받을 수 있고, 이 사건을 "지원하거나 조장하거나 이 사건에 보조적인 역할을 한" 의회경찰관이나 다른 사람들도 조사받을 수 있다고 밝혔다. 이 사건의 여파로, FBI 관계자는 선동과 음모 혐의로 수백 명이 체포될 것이라고 예상하였다. 이미 체포된 사람으로는 프라우드 보이스 하와이 대표, '큐어논 샤먼'으로 알려진 제이크 안젤리, '베이크드 알래스카'로 알려진 극우 운동가인 팀 지오넷, 킹스 카운티 법관의 34세 아들 등 여러 명이 체포되었다.
이 사건 이후 시위대를 선동한 혐의로 트럼프 대통령을 기소하라는 요구도 이어졌다. 트럼프가 제대로 된 증거도 없이 대선이 조작되었다고 주장하며 폭력을 부추긴 관계로, 트위터는 트럼프의 주 계정을 12시간 동안 차단한 뒤 영구 차단하였다. 이후 트럼프는 트위터 내에서 다른 계정으로 접속을 시도했으나 다른 계정에서 올린 모든 글은 삭제되고 해당 계정이 정지되거나 차단되었다. 이와 동시에 트럼프는 페이스북, 유튜브, 스냅챗 등 다른 주요 소셜미디어 매체에서 차단되었다. 이에 따라 트럼프는 대부분의 주요 SNS에서 차단되었다.
사법당국이 시위대가 국회의사당에 침범하지 못하게 제대로 막지 못한 점을 두고 의회경찰대와 다른 경찰에 대한 비판이 일었다. 국회의사당에서의 폭력사태 이후로 트럼프 행정부의 여러 인사들이 줄사퇴하였다.
보건 전문가들은 국회의사당 습격으로 코로나19 집단감염 가능성이 있다고 밝혔다.
한편 언론은 '흑인 목숨은 소중하다' 시위와 백인 우월주의 시위 사이 경찰 대응의 차이점을 지적하였다. 미국 위기 모니터링이 수집한 자료를 토대로 가디언지가 분석한 결과에 따르면 "미국 경찰은 폭력 시위의 여부와 상관 없이 우파 시위자보다 좌파 시위자에 대해 무력을 사용할 가능성이 세 배가량 더 높다고 밝혔다.

### 트럼프 탄핵
2021년 1월 11일, 데이비드 시실린, 제이미 래스킨, 테드 리우 하원의원은 트럼프 대통령이 지지자들에게 국회의사당 건물로 행진할 것을 촉구하면서 '반란을 선동'한 이유로 하원에 탄핵안을 발의하였다. 낸시 펠로시는 래스킨이 이끄는 탄핵 담당자에 다이아나 디게트, 시실린, 호아킨 카스트로, 에릭 스왈웰, 리우, 스테이시 플래스켓, 마들렌 딘, 조 네구스 등을 임명하였다. 트럼프는 1월 13일에 두 번째로 탄핵되었고 미국 역사상 두 번이나 탄핵된 유일한 연방 공무원이 되었다.

## 워싱턴 외 시위

### 주 의사당
국회의사당 습격 이후 미국 곳곳의 주 의사당이 일시적으로 폐쇄되거나 많은 사람들이 대피하였다. 몇몇 주에서도 시위와 폭동이 일어났다.

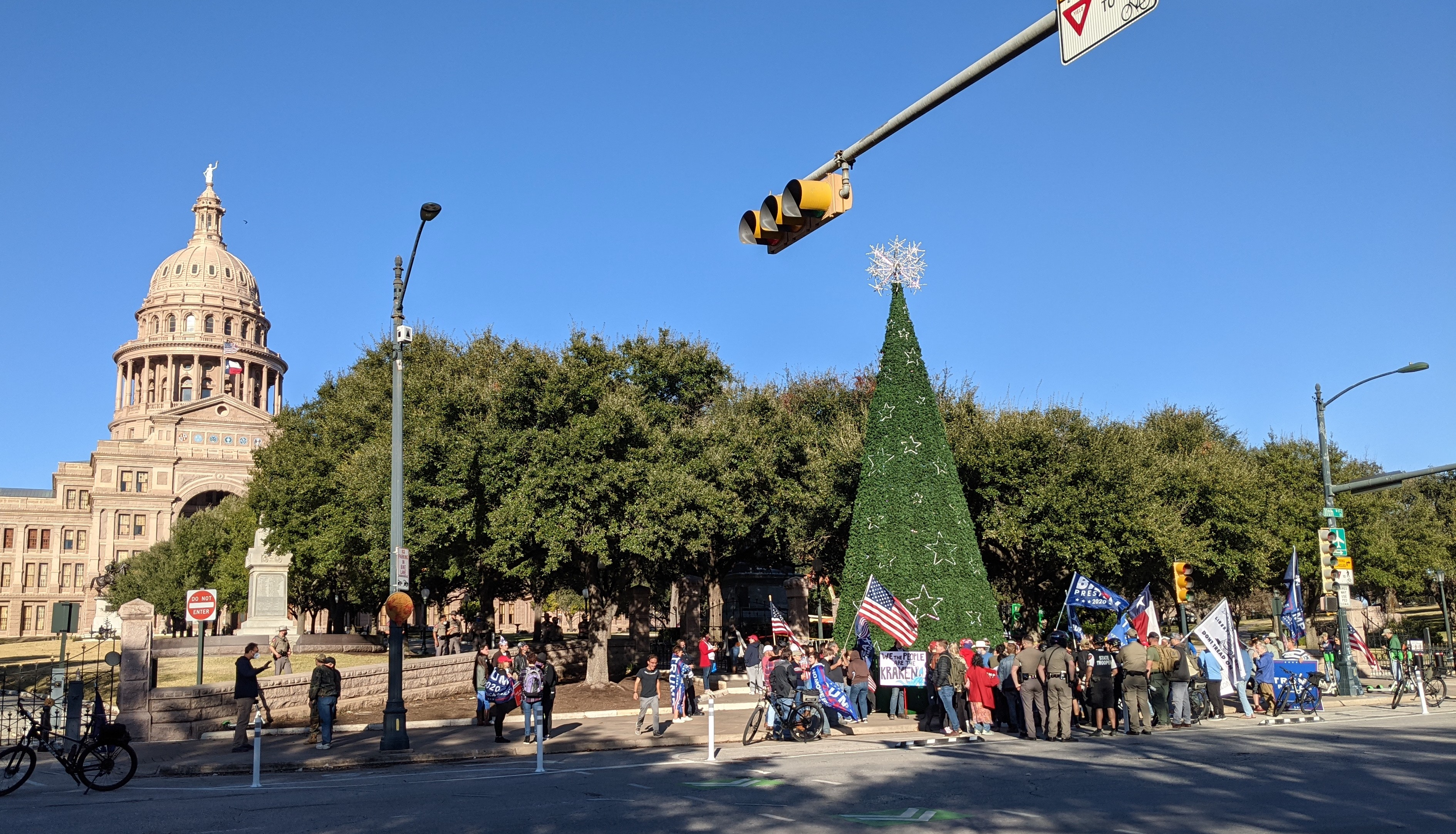
1월 6일 텍사스주 의사당에 모인 트럼프 지지자와 경찰들의 모습.

새크라멘토의 캘리포니아주 의사당 근처에서는 최루탄을 불법 소지한 혐의로 11명이 체포되었고, 폭행 신고 또한 적어도 한 건이 있었다. 새크라멘토 시내의 여러 도로가 폐쇄되고 버스 운행이 일부 중단되었으며, 경찰 병력 200여 명이 시위 현장에 투입되었다. 시위대 일부는 극우 성향의 프라우드 보이스 티셔츠를 입기도 하였다. 애틀랜타의 조지아주 의사당 밖에서는 무장 시위대를 포함한 트럼프 지지자 60여 명이 모였다. 법원과 다른 두 정부 건물은 예방 차원에서 폐쇄되었다. 극우단체인 '아메리칸 패트리어트 USA'를 이끄는 전 KKK 멤버인 체스터 돌스는 이번 선거에 대한 '고충 해소'를 브래드 래펀스퍼거 조지아주 국무장관에게 전하기 위해 주 의사당에 진입하려 하였지만, 래펀스퍼거와 직원들은 안전상의 이유로 미리 대피하였다.
캔자스주 의사당의 1층 로툰다홀에서도 트럼프 지지 시위가 열렸으나 주최자들은 사전에 허가를 받았고 별다른 사건은 보고되지 않았다.
미네소타주 세인트폴에서 열린 '의사당을 습격하라' 집회에는 미네소타주 경찰 30여명이 투입되었고 주 의사당에 침입하지 않고 평화롭게 끝났다. 시위대는 이후 주지사 자택 앞으로 행진하였다. 시위대는 워싱턴의 시위대가 국회의사당에 침입했다는 사실을 듣고 환호하였다. 네브래스카주 링컨에서는 주의회 회의 도중 의사당 밖에 수백 명의 시위대가 운집하였다. 오하이오주 콜럼버스의 주 의사당에서는 트럼프 시위대와 반대 시위가 동시에 벌어졌고 짤막한 폭력 사건 한 건이 보고되었다. 오클라호마시티의 오클라호마주 의사당에서는 시위자가 다른 사람들의 깃발에 불을 붙이려고 시도해 폭행 및 방화미수죄로 체포되었다. 세일럼의 오리건 주의사당에서도 수백 명의 시위대가 모이면서 두 명이 체포되었다. 네바다주 카슨시티에서도 시위대가 모였다. 인디애나폴리스에서는 프라우드 보이스를 포함한 시위대 100여명이 인디애나주 의사당 앞에 운집하였는데, 이 시위는 평화시위로 마무리되었다.
테네시 주의원은 내슈빌 입법광장에서 친트럼프 '기도 집회'를 개최했고 이 집회에는 150여명이 모였다. 일부 무장한 트럼프 지지자들이 워싱턴주 올림피아의 워싱턴주 의사당 내 주지사 자택에서 문을 뚫고 정면의 잔디밭을 점거해 주 경찰과 대치하였다.
2020년 12월 29일 발행한 '내부 상황 보고서'에 따르면, FBI 미니애폴리스 지부는 바이든 취임 전 극우 부갈루 운동이 주동하는 무장 시위가 모든 주 의사당에서 열릴 것이라고 경고하였다.

### 미국 내 다른 도시
수백 명의 시위대가 네바다주 라스베이거스의 에이헌 호텔 밖에 모였다. 시위대는 라스베이거스 블루버드로 이어졌고 이후 로이드 D. 조지 연방법원으로 행진하였다. 로스앤젤레스 지역에도 LA 시내의 로스앤젤레스 경찰국 청사는 물론 베벌리힐스와 뉴포트비치에서 시위가 개최되었다. 시위대는 반대 시위자들에게 화학물질을 뿌린 것으로 밝혀졌다. LA 시위 당시 트럼프 지지자 30-40여명이 길을 걷던 흑인 여성을 폭행하며 인종 비하 발언과 "모든 사람은 소중하다" (All Lives Matter)를 외치며, 최루탄을 뿌리며 여성의 붙임머리를 찢었다.

### 국외 시위
트럼프의 '도난당한' 선거 주장은 전세계에 걸쳐 음모론자와 정치적 비주류파 일부에서 목소리를 얻고 있다. 캐나다에서는 토론토, 밴쿠버, 캘거리에서 트럼프 지지자 수십 명이 모였다. 밴쿠버 시위에서는 CBC 사진작가 벤 넴스가 시위대 중 한 명에게 폭행당했다. 일본 도쿄에서는 트럼프를 지지하는 수백 명이 미국 국기와 욱일기를 들고 집회하였다. 도쿄에서 열린 집회는 사이비 종교로 논란이 되었던 행복의 과학이 지지했으며, 워싱턴 시위 몇 시간 전에 열렸다.
뉴질랜드 웰링턴에서는 뉴질랜드 의회 밖에서 음모론자와 뉴질랜드 공공당 대표 빌리 테카히카가 주최하는 '자유 시위'에 시위대 100여명이 참석하여 트럼프 깃발을 휘날렸다.

## 추가 설명
1. ↑  미국 우선주의를 위한 여성은 미국에서 소위 말하는 '블랙 머니' 단체로, 미국에서는 국세청에 비영리단체로 등록된 단체가 정치자금을 지원해 후원자가 누군지 알 수 없는 경우를 뜻한다.
2. ↑  법적으로는 워싱턴 경찰이 수도의 도시 거리를 책임지고 있는 반면, 공원경찰은 그날 트럼프 연설 및 집회가 열렸던 일립스 공원, 비밀경호국은 백악관 인근을 책임지고, 국회경비원은 국회의사당 단지를 책임진다.

## 같이 보기
- 2019년 대한민국 국회의사당 습격
- 2022년 독일 쿠데타 모의
- 2023년 브라질 삼권광장 습격 사건
- 2025년 서울서부지방법원 습격
- 도널드 트럼프 반대 시위